# Stadsplanering i Stockholm

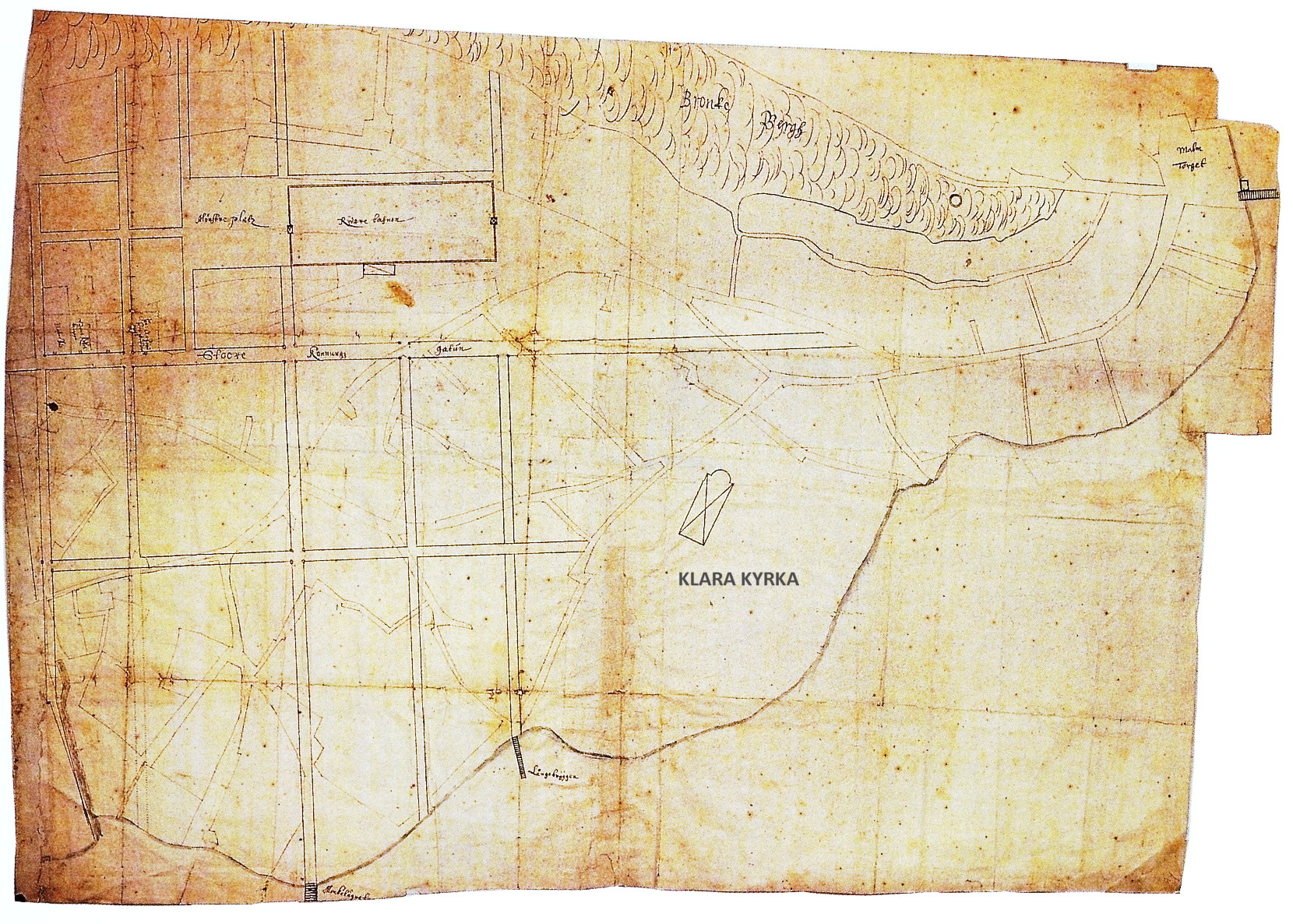
Stockholms första gatureglering på Norrmalm, upprättat av stadsingenjören Anders Torstensson år 1637 (norr är till vänster).

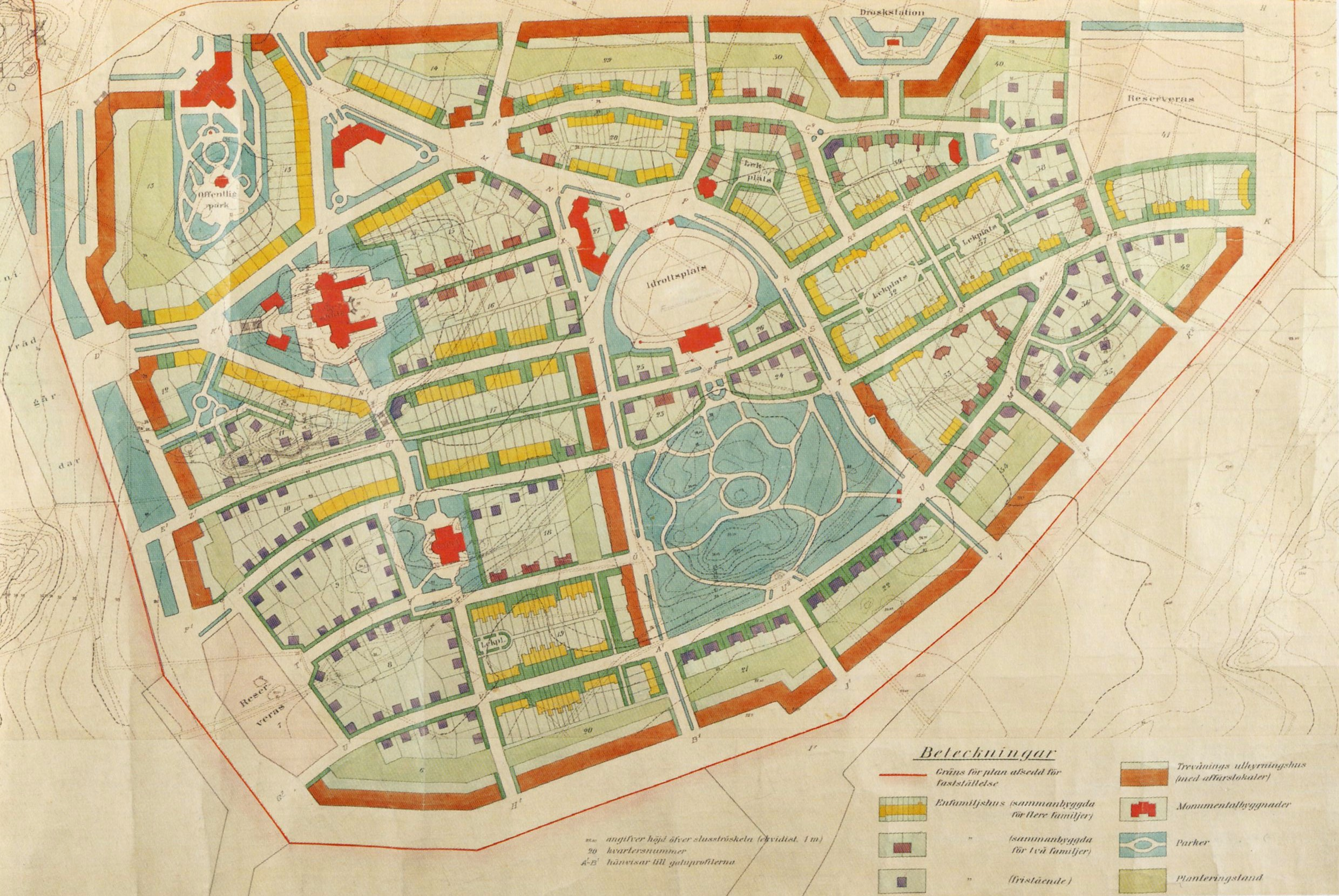
Per Olof Hallmans idealstadsplan för trädgårdsstaden Gamla Enskede från 1907 (genomfördes inte helt).

Stadsplanering i Stockholm enligt modern uppfattning, som en medveten övergripande planering, kom inte igång i staden förrän på 1620-talet. Innan dess växte det medeltida Stockholm, som huvudsakligen omfattade Stadsholmen, mer eller mindre fritt. Först med Sveriges tid som stormakt och Stockholms utnämnande till rikets huvudstad 1634 började en systematisk reglering av staden. I likhet med arkitekturen har idéerna hämtats från Europa och USA och sedan anpassats till stockholmska förhållanden.
Stockholms stadsplanering har präglats av tre stora regleringar: Flemings rutnätsplan på 1600-talet, Albert Lindhagens esplanadplaner på 1800-talet och Yngve Larssons modernistiska Norrmalmsreglering på 1900-talet. Alla hämtade sina idéer från sin tids stora stilriktningar inom konsten och arkitekturen: renässansen, klassicismen och modernismen, och alla tre lämnade tydliga spår i stadens stadsbild efter sig.
Stockholms trädgårdsstäders planering började 1907 och byggde inte på reglering av befintliga, bebyggda områden utan på stadsplanering av nyförvärvade landområden utanför stenstaden. Drivande krafter bakom projektet var politikern och borgmästaren Carl Lindhagen, stadsingenjören Herman Ygberg och planarkitekten Per Olof Hallman. Bakgrunden var den låga bostadsstandarden för arbetarfamiljer och den rådande bostadsbristen vid 1800-talets slut, som trots omfattande byggproduktion av hyreshus i innerstaden inte kunde bemästras.

## Historik

### Den medeltida styrningen av byggverksamheten

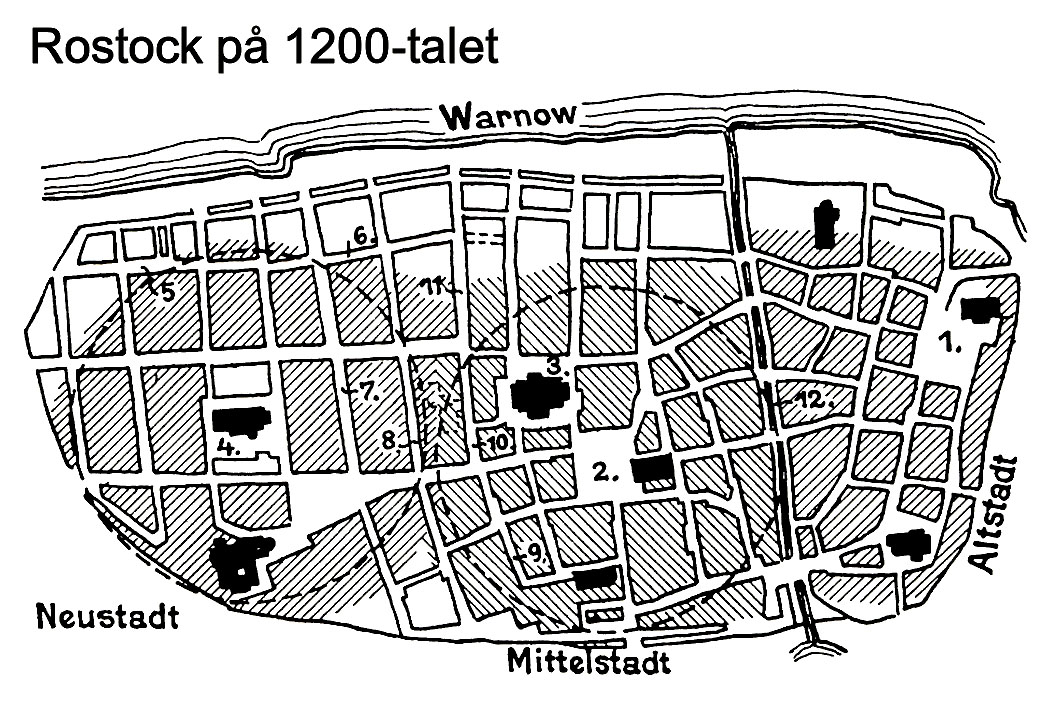
Rostock på 1200-talet (rekonstruktion), staden är anlagd med ett övervägande rätvinkligt gatusystem efter Lübecks förebild.

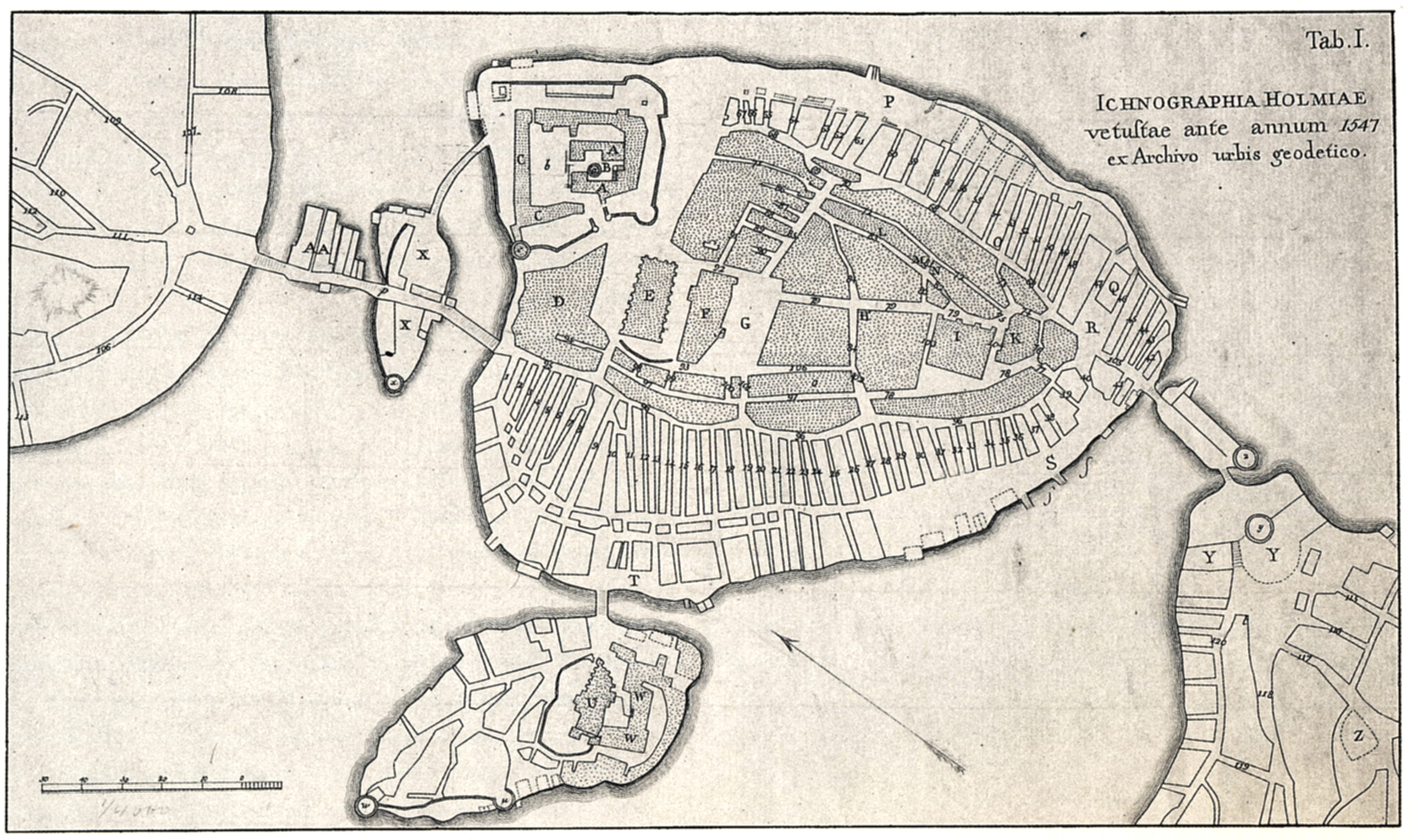
Stockholm före 1547. (Norr är till vänster)

Det har funnits många teorier om när Stockholm fick en bebyggelse som liknade en stadsbildning. En av dessa teorier hävdar, med stöd av Erikskrönikan,  att Birger jarl "lät bygga Stockholm", numera anser man att Birger jarls betydelse som stadsbyggare främst låg i hans insatser som byggare av befästningsanläggningar på Stadsholmen.
En annan teori går ut på att östersjöstäder som Lübeck, Rostock, Königsberg eller Memel kan ha varit förebilder för Stockholms första stadsplan. Alla dessa städer visar dock upp ett rätvinkligt gatunät runt ett rektangulärt, centralt torg med en bred torggata. Dessa karaktäristika delas inte av Stadsholmens centrala och ursprungliga delar. Stockholms första marknadsplats, Stortorget, är oregelbundet format triangulärt och de äldsta gatorna kring Stortorget och kvarteren Cepheus, Ceres och Cassiopea (Köpmangatan, Svartmangatan, Kindstugatan och Skomakargatan), passar inte alls i ett regelbundet rutnät. Stockholms tidigaste stadskärna är tydligt framväxt efter geografiska och praktiska förutsättningar, utan någon helhetsplan. Man byggde dock inte helt planlöst; i Byggingalagen i Magnus Erikssons stadslag från omkring 1350 finns följande föreskrift: “Alla allmänna gator skola vara åtta alnar  (cirka 4,8 meter) breda, så att man kan på dem både åka och rida".
Enligt 1300-talets stadslagar styrde borgmästare och råd genom särskilda tjänstemän över såväl den allmänna som den enskilda byggverksamheten. Även kungen hade en ämbetsman för att övervaka byggfrågor i staden, men någon övergripande stadsplanering var det inte fråga om. Kartan över Stockholm från 1547 visar den ursprungliga bebyggelsen innanför den äldsta stadsmuren som ett oregelbundet, glest gatunät i Gamla stans mitt. Under 1300-talets senare hälft och 1400-talet skedde en utbyggnad på holmens ömse sidor som en serie av smala, tätt bebyggda kvarter med trånga gränder som var anordnade vinkelrätt mot stranden, delvis på utfylld mark. Det medeltida Stockholm med sina smala gränder och kvarter var på detta vis unikt i Europa, inget motsvarande exempel finns.
När Stockholm 1436 i ett privilegiebrev första gången omnämndes som Sveriges huvudstad hade staden redan vuxit i över 200 år. Stockholm hade utvecklats till en viktig handelsplats inom Hansan och den ursprungliga trähusbebyggelsen ersattes mer och mer av stenhus i Stockholms centrum, som då utgjordes av nuvarande Gamla stan (alltså Stadsholmen, Riddarholmen, Helgeandsholmen och Strömsborg).

### Stormaktstidens första stadsplan

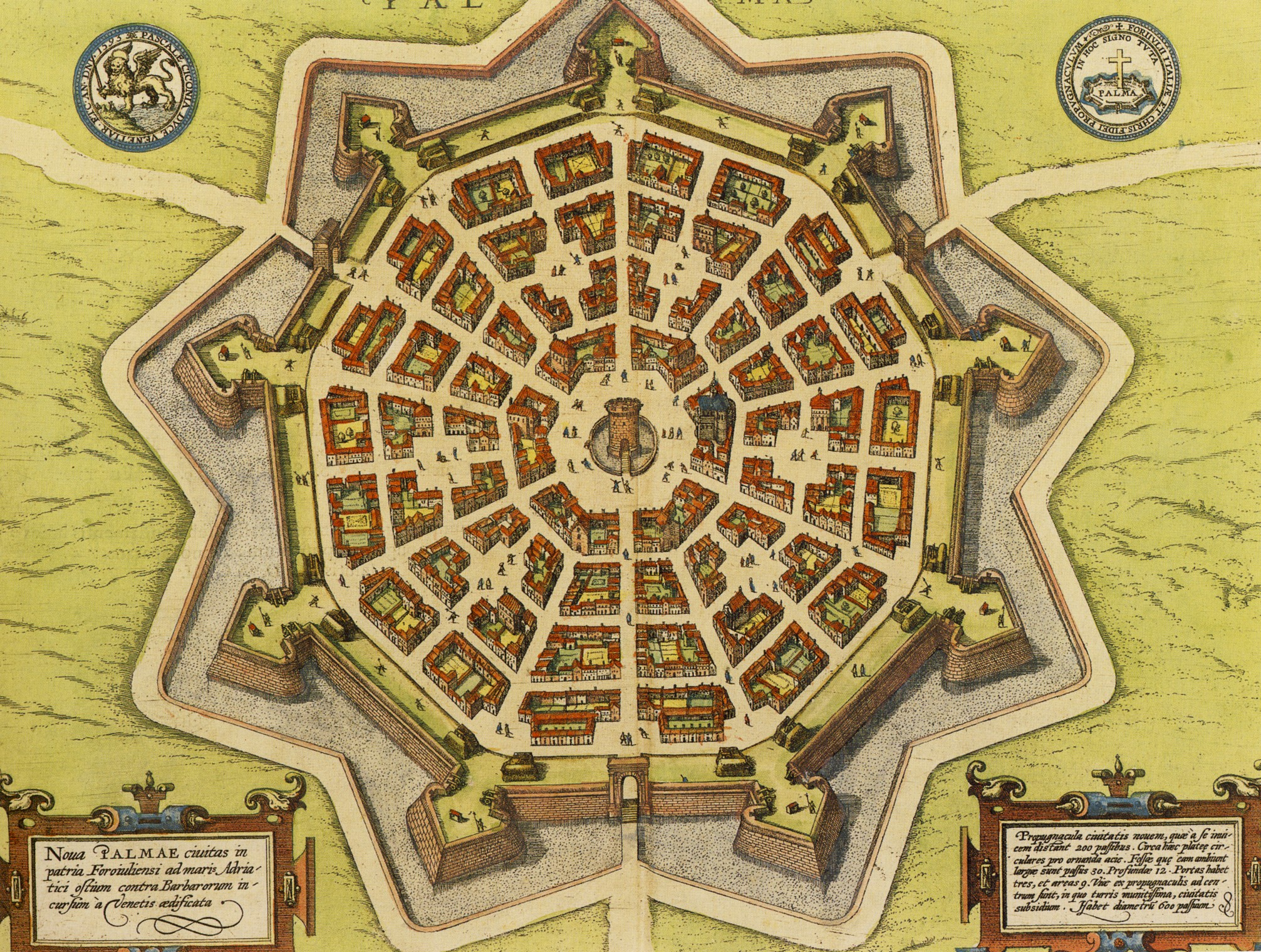
Den venetianska modellstaden Palmanova, tidigt 1600-tal.

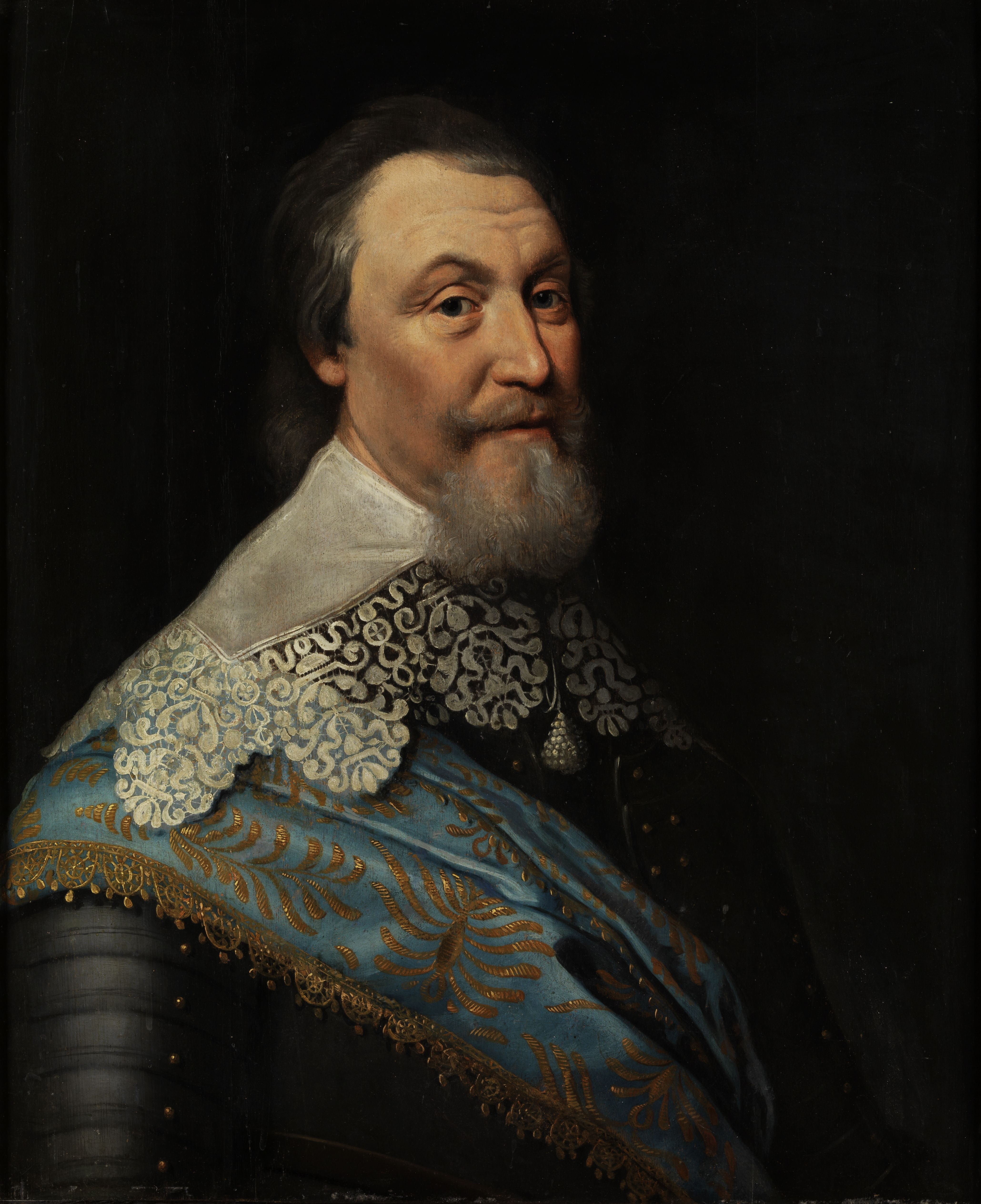
Axel Oxenstierna

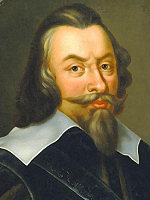
C.L. Fleming

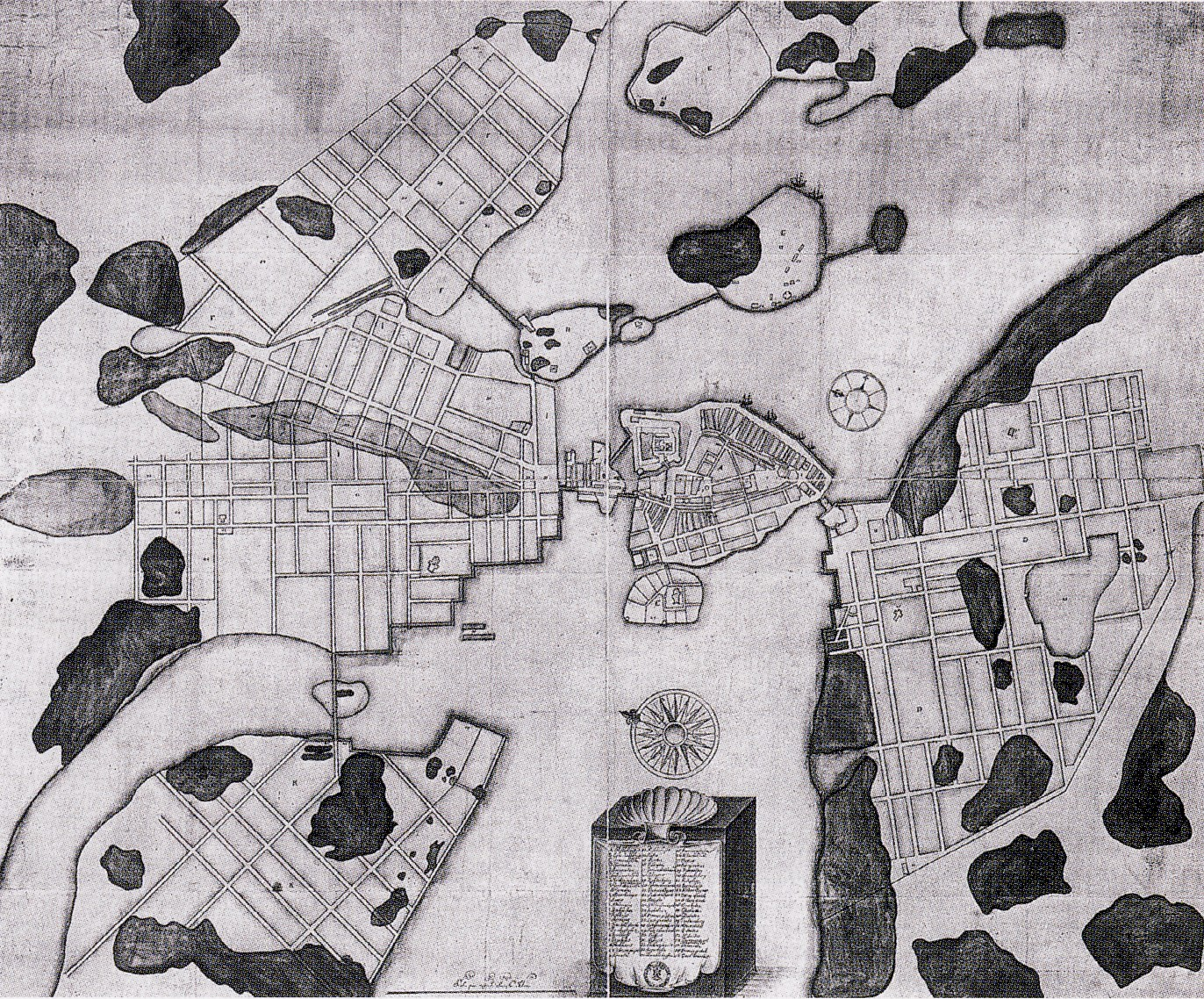
Norrmalm, Gamla Stan och Södermalm enligt Flemings rutnät. (Norr är till vänster)

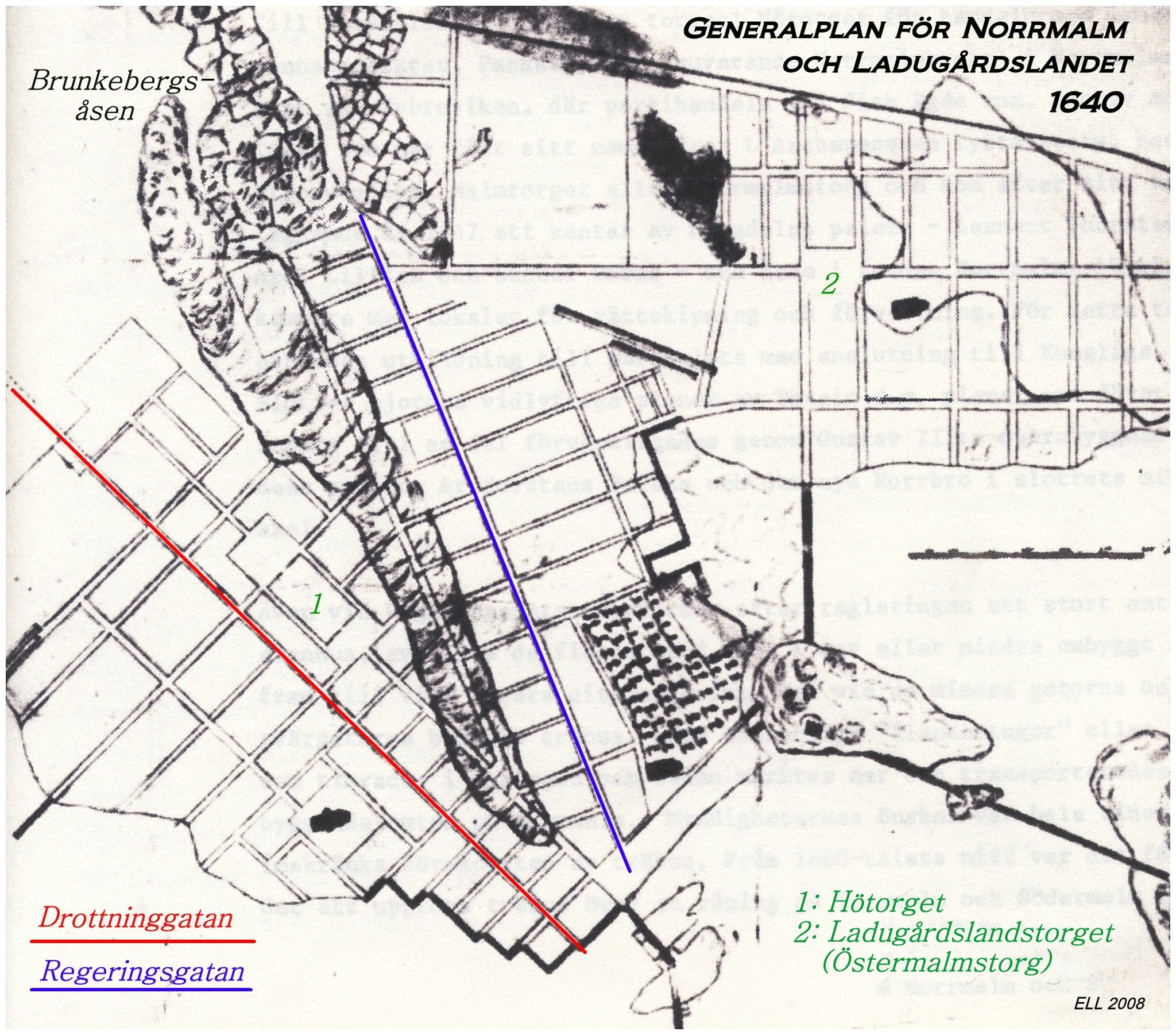
Generalplan för Norrmalm och Ladugårdslandet från 1640

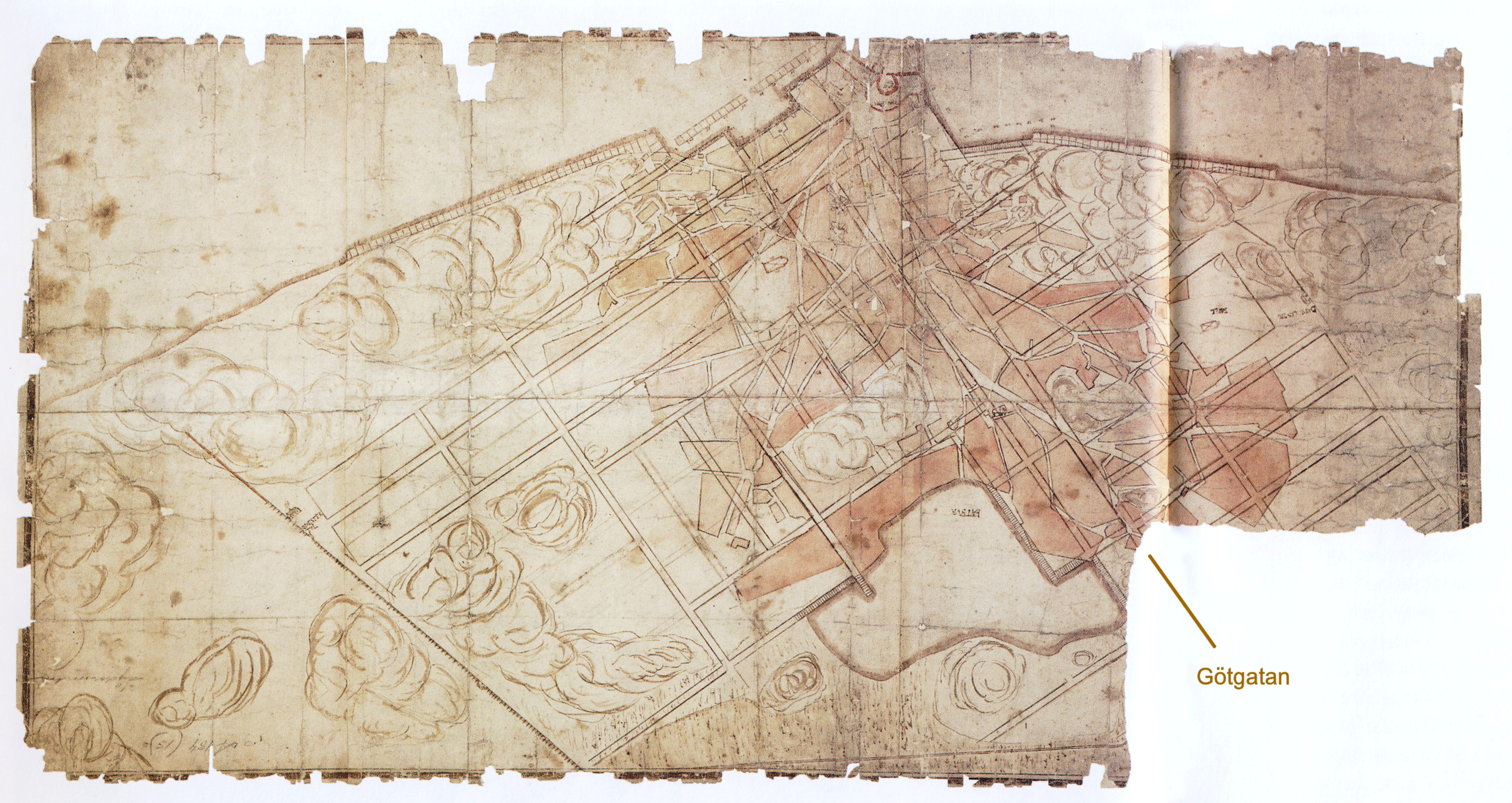
Regleringsplan för Södermalms norra delar, 1641 eller 1642

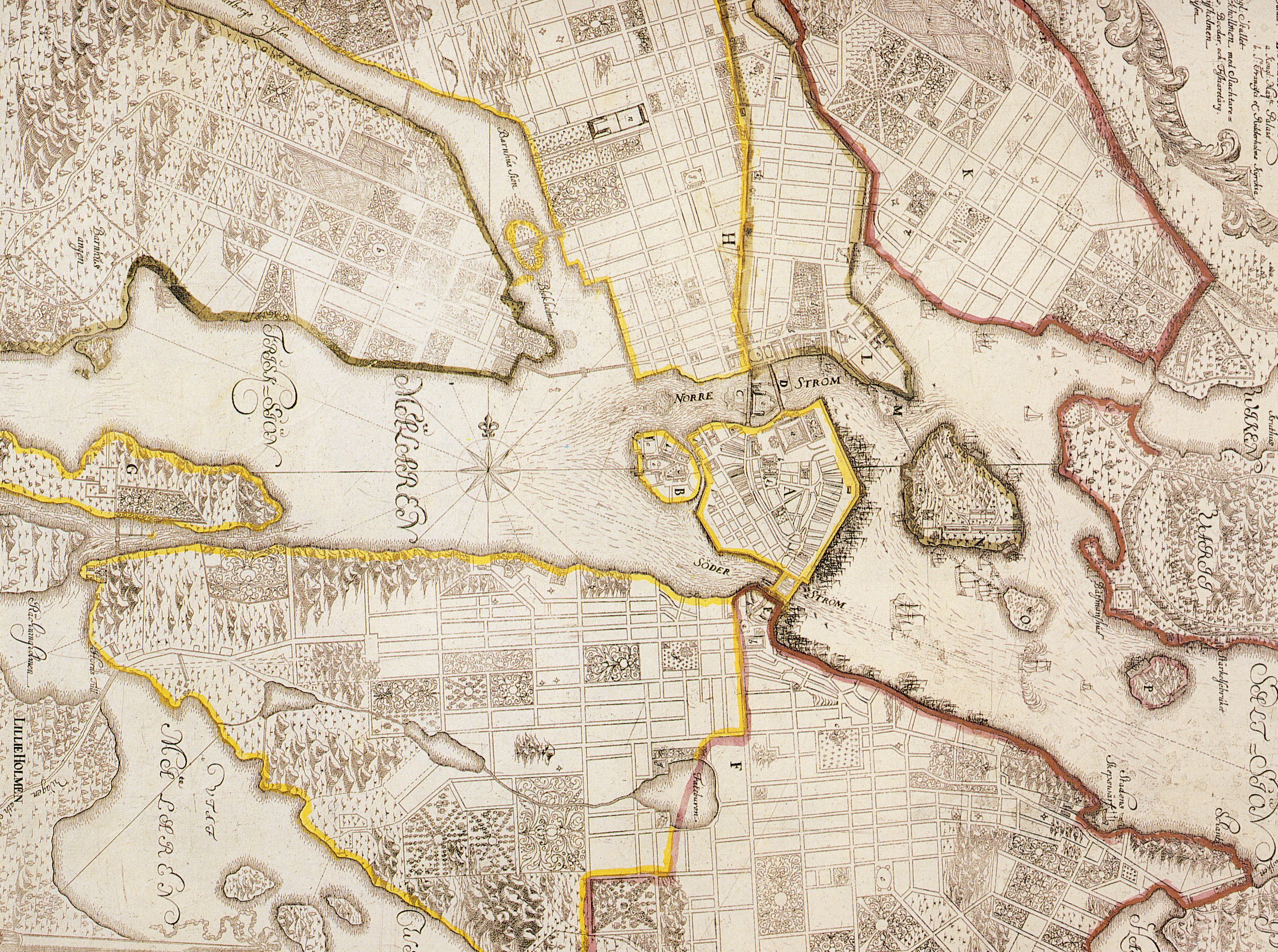
Werner von Rosenfeldts karta från 1702

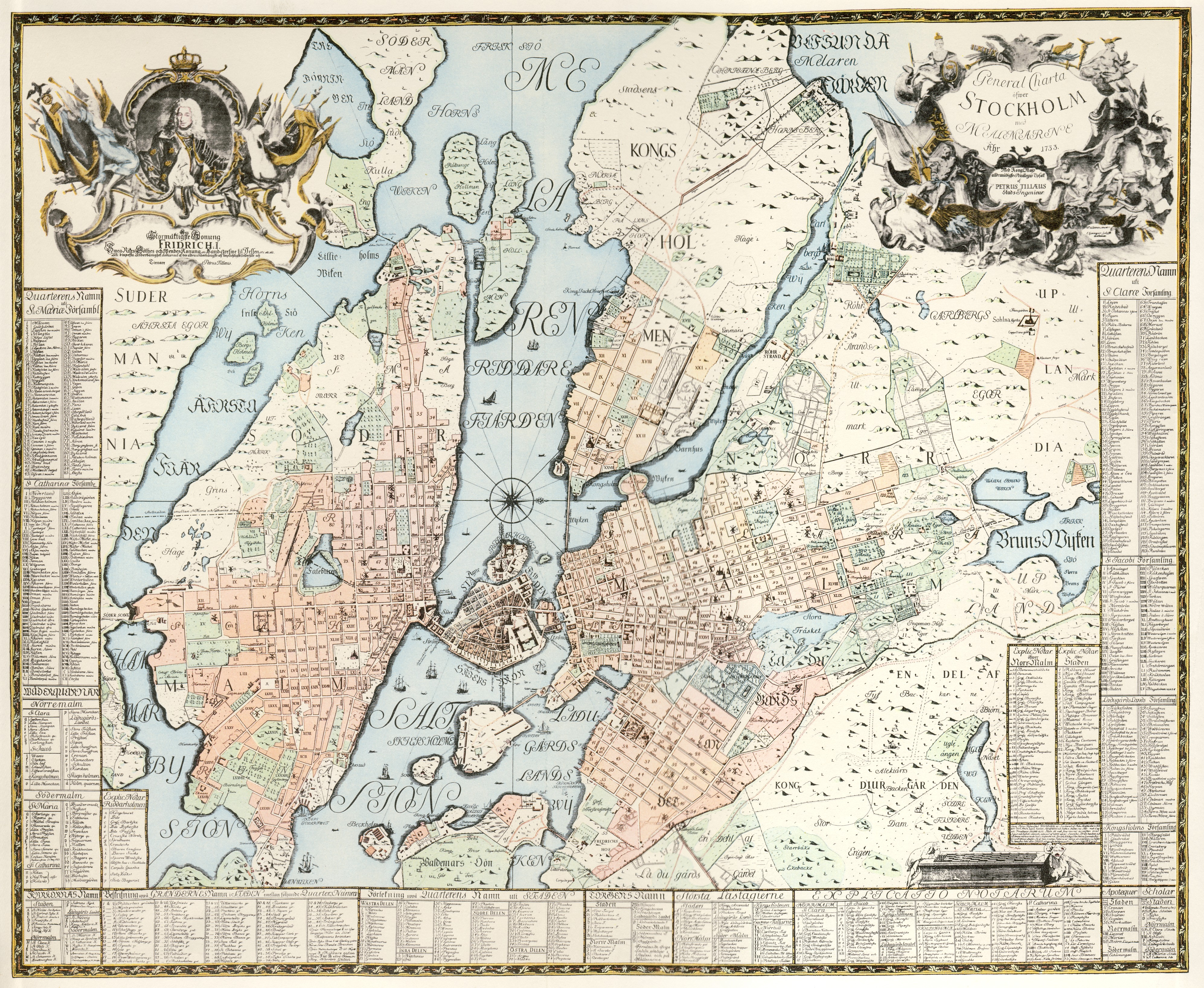
Petrus Tillaeus mycket exakta karta från 1733 (norr är till höger)

Med 1600-talets stormaktstid utvecklades Stockholm till en huvudstad av europeisk betydelse. Krigen hade till en början varit mycket lönsamma för Sverige och kraven på att Stockholm skulle vara en representativ storstad växte.
1634 blev Stockholm officiellt Sveriges huvudstad med en omfattande inflyttning av såväl vanliga medborgare som köpmän, politiker, ämbetsmän, militärer och en växande intellektuell elit. Stockholm var även militärstaden; här låg rustningsindustrin och krigsflottans utskeppningshamn, här fanns den centrala förvaltningen och rikets styre. Samtidigt uppmuntrades bildandet av handelskompanier. Mer än två tredjedelar av utrikeshandeln gick via Stockholm.
Bebyggelsen längs Skeppsbron var ”till nytta och prydnad” och landets första och främsta skyltfönster utåt, väl synligt för alla besökare som anlöpte Stockholm med fartyg. Exakt när projekt "Skeppsbron" beslutades är okänt men tomtförsäljningen började 1629. Handelsmannen Robert Rind var den förste som fick sitt fastabrev den 6 november 1630 och byggde huset Skeppsbron 24, som fortfarande finns kvar. Den sista tomten uppläts 1669 till Nicodemus Tessin d.ä.
Omfattande stadsplaneringar påbörjades under 1620-talet. Den Stora branden 1625, eller "stora vådelden", härjade västra delen av Stadsholmen. Där lades sedan ut ett av stadens första rätvinkliga gatunät längs de båda nord-sydliga Nygatorna (se Stadsplanering i Gamla stan).
Innan omdaningen av Stockholms malmar satte igång besöktes staden 1634–1635  av den franske legationssekreteraren Charles Ogier. Han noterade i sin dagbok: ”12 april vandrade vi uppåt bergen i öster. När vi härifrån såg ut över staden tänkte vi undrande på hur denna huvudstad i ett vitsträckt rike […]  är bunden vid några kala klippor”. Ogier förvånades över hur enkelt bebyggelsen var och att även de stora svenska fältherrarna bodde i hus som inte var bättre än de som vanliga köpmän och hantverkare uppförde åt sig i Paris.
På 1630- till 1640-talen utvecklades under amiralen och överståthållaren Clas Larsson Fleming de första regleringarna på Norr- och Södermalm, allt under överinseende av hans chef Axel Oxenstierna. Idéerna kom från renässansen, det skulle vara regelbundna och rätvinkliga rutnät av gator och kvarter. Föreställningen om den ideala staden tillhörde renässansens främsta idéer. Förebilderna fanns i det antika Rom med raka gator och offentliga torg som hade utformats av den romerske arkitekten Vitruvius. Som komplement till fyrkantiga städer föddes förslag till runda, stjärnformiga städer med radiella gator utstrålande från ett centrum. Ibland kombinerades planen med en cirkelform, som i den venetianska modellstaden Palmanova.
Gustav II Adolf och hans män var väl medvetna om renässansens stadsplaneideal med en radialplan. För Stockholms del skulle slottet Tre Kronor finnas i centrum. Lägger man in en regelbunden tolvkantig polygon över Flemings rutnät med slottstornet Tre Kronor i centrum finner man att stadsplanen med gatornas riktning och avstånd från centrum mycket noggrant följer renässansens stadsplaneideal. Det gjorde konsthistorikern Marianne Råberg och hon kunde finna ett mönster som kan tyda på en, numera försvunnen, generalplan för den fysiska planeringen av Stockholms första stadsplan. Intressant i detta sammanhang är placeringen av de 1622 beslutade tullstaketen. Dessa ingår i en vid cirkel runt malmarna och Ladugårdslandet med samma avstånd från tornet Tre Kronor. Stadsgränsringen var dock inte helt rund, utan snarare avfasad med tolv kanter som en regelbunden polygon. Men ett Stockholm med en stjärnformig, av sten uppbyggd befästningskrans enligt modellstaden Palmanova, gick inte att genomföra på öarna mellan Mälaren och Östersjön, även om möjligtvis idén och viljan fanns.
Stockholms malmar (Norrmalm och Södermalm) var vid 1620-talet ingen obebyggd barmark, utan här hade staden växt fritt. På kartan från 1637, som visar stadens första gatureglering, syns vid närmare granskning ett virrvarr av gator och vägar under det nya rutnätet, och bebyggelsen skulle idag kunna betecknas som en kåkstad. Norrmalms historia sträcker sig längre tillbaka än Stockholms egen och Norrmalm var till och med en självständig stad mellan 1603 och 1635, dock utan stadsprivilegier. Befolkningen på Norrmalm bestod huvudsakligen av kronans soldater och sjömän, och uppgick till 4 713 individer år 1634. På Norrmalm skulle efter återföreningen med Stockholm den första stadsregleringen genomföras. Stadsplaner på 1600-talet handlade i huvudsak om nya gator och torg, deras riktning och bredd, därför är Stockholms första stadsplaneändring just en gatureglering.
År 1636 erhöll generalkvartermästaren Olof Hansson Örnehufvud, som var Flemings närmaste man, regeringens uppdrag att göra "en dessein på gatorna så på malmarna som här i staden, tagandes dem så breda som han någonsin kan". Örnehufvud var elev och medhjälpare till generalmatematicus och kartografen Anders Bure och båda hade tidigare utarbetat planer för Jönköping och Göteborg. Till sin hjälp hade de även experter från främst Holland.
Ett resultat av regeringens uppdrag var stadens första gatureglering på Norrmalm, där Örnehufvud drog upp den första regleringsplanen på hösten 1636 som visade ett ganska enformigt rutnät i nord-sydriktning. Man skulle idag kalla hans stadsplan för en fantasilös skrivbordsprodukt. I mars 1637, när planen skulle omsättas, hade den uppenbarligen modifierats av medarbetaren och stadsingenjören Anders Torstensson. Det var inga stora förändringar men Torstenssons anpassning till verkligheten förvandlade ett fantasilöst ingenjörsprojekt till en arkitektonisk gestaltad plan som fortfarande idag präglar gatubilden på Norrmalm. Torstenson skulle under ett par decennier stå i spetsen för den stockholmska planeringen.
I mars 1637 restes de första mätpinnarna nedanför Hötorget för att staka ut Stoore Konnungz gatun (senare Drottninggatan). Stoore Konnungz gatun drogs rakt över den befintliga trähusbebyggelsen. Klara kyrka fick stå kvar i ensam majestät. Många av de som hade bott här förpassades till kronans jord på Ladugårdslandet och bebyggelsen där kom alltså igång i samband med Norrmalms första reglering.
Då bebyggelsen i huvudsak bestod av trähus, gick det att flytta dessa till nya tomter. Omdaningen drevs med fast hand men staden visade även hänsyn till de som drabbades av regleringen. För husrivning utgick det en ersättning. Om staden ägde den gamla tomten skulle brukaren erhålla en ersättningstomt. Ett nytt privilegiebrev gav staden nya intäkter (främst genom beskattningar av besittningar) för finansieringen av stadsregleringen.
Efter en brand som ödelade östra delen om Brunkebergsåsen stadsplanerades denna del omkring 1640 med Regeringsgatan som huvudgata. Även här ritades ett torg in i planen, Ladugårdslanstorget (nuvarande Östermalmstorg). På platsen för dagens Hedvig Eleonora kyrka, som grundlades först 1669 finns redan en kyrka markerad. Uppe på den nästan 20 meter höga Brunkebergsåsen planerades en gata som skilde malmarna: Malmskillnadsgatan. Östra malmens gatusystem var oberoende av västra malmens, vilket gjorde att de bägge planernas tvärgator inte skulle komma att träffa varandra om Brunkebergsåsen i en framtid skulle grävas bort.
I november 1641 beslutade riksrådet att starta "rifvandet på Södermalmen".  Stadsplanen för Södermalms nordliga delar från 1641 eller 1642 upprättades troligen också av Anders Torstensson, då den tydligt bär hans prägel beträffande terränganpassning, utformning och variation.  Gaturegleringen började 1641–1642 och tog fart 1644 med en rak nord-sydlig gående Stora Göthe gatan (senare Götgatan) från Södra stadshuset till Skanstull. I planen fanns inget nytt torg inritat, det befintliga Södermalmstorg vid Södra Stadshuset var uppenbarligen tänkt att fungera som centrum för den södra stadsdelen.
Även över Kongsholmens (Kungsholmen) ostliga del lades ut ett rutnät med huvudriktning mot stadens centrum och slottet. Kungsholmen var inte så tät bebyggd som Norr- eller Södermalm. På Werner von Rosenfeldts karta från 1702 ser man att Kungsholmen antagligen var planerat för många stora trädgårdar och parkanläggningar, av det finns idag bara Kronobergsparken och Piperska trädgården. Här, i utkanten av staden, skulle även hantverkare etablera sig, Hantverkargatan från 1644 vittnar om det.
Ständiga bränder hemsökte staden: den Stora branden 1625, 1640 brann det på östra malmen och 1686 på västra malmen; inte ens Slottet Tre Kronor förskonades: det brann 1697. Från 1660-talets mitt var det därför förbjuden att uppföra trähus högre än en våning på Norrmalm och Södermalm, på Kungsholmen och Ladugårdslandet var de dock tillåtna.
Kring år 1650 var regleringen i stort sett avslutad. Omdaningen innebar att tusentals hus och gårdar revs eller flyttades för att ge plats åt ståtliga stenhus. Mer än 1 000 gårdar enbart på Norrmalm (en gård kunde bestå av flera hus) försvann eller monterades ner. Även stadens strandlinjer reglerades och fylldes ut. Med tanke på stadens storlek var det en omvandling som till sin omfattning var vida större än omdaningen av Stockholms city på 1950- till 1970-talen (den så kallade Norrmalmsregleringen). Även mätt med internationella mått tillhörde stormaktstidens reglering av Stockholm till de mest omfattande i 1600-talets Europa.

### Den borgerliga stadens planering
Det skulle ta tid innan Flemings rutnät fylldes med bebyggelse. Den stora utbyggnaden av Stockholm stannade av vid 1670-talet. Befolkningen hade växt explosionsartat från 9 000 personer år 1630 till ungefär 60 000 invånare år 1685, men nu minskade ökningstakten. De många krigen, stormaktsväldets undergång kombinerad med statsfinansiella problem och den svåra pesten ledde till att befolkningen tidvis minskade.
Det skulle även ta tid innan man betvingade Brunkebergsåsen som likt en båtköl delade Norrmalm i två delar. Än idag vittnar innerstadens regelbundna gatumönster om Flemings planering, där exempelvis Drottninggatan och Götgatan är bevarade till både sträckning och bredd sedan de anlades. På 1700-talet växte Stockholm i långsammare takt och man fortsatte i stort att bebygga staden enligt Flemings rymliga rutnät. Befolkningen ökade inte alls och var 1751 samma som 1685, alltså omkring 60 000 personer.
De former för stadsbyggande som utvecklades under stormaktstidens 1600-tal försköts under 1700-talet mot ökade kommunala och enskilda initiativ i och med att kungamakten försvagades. En förmögen och internationellt orienterad borgarklass tog över en del av den ledande rollen från adeln.
Från år 1718 stod stadens byggnads- och planfrågor under överinseende av en stadsarkitekt. En av dem var Johan Eberhard Carlberg som med stor kompetens utövade ämbetet mellan 1727 och 1773. Nicodemus Tessin d.y. lade fram en stadsplan för att förlänga och bredda föregångaren till dagens Sveavägen som en lång boulevard ända ner till Gustav Adolfs torg. Gustav III hade planer på att bygga ett monumentalt slott i Hagaparken. Slottet har ofta påståtts ha varit tänkt som slutet på en rak visuell axel från Stockholms slott via Sveavägen, Bellevueparken och Brunnsviken till Hagaparken, en sträcka på knappt fem km. Detta är en missuppfattning som vederlades 1929 av  konsthistorikern Ragnar Josephson. Inga arbeten enligt denna plan förverkligades, men ända till 1942 fanns denna visuella axel i stadsplanekontorets förslag till "Stadsplan för Nedre Norrmalm" (se Norrmalmsregleringen).

### Industrialismens stadsplanering

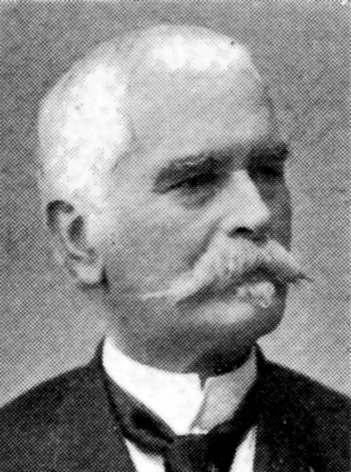
Gillis Bildt

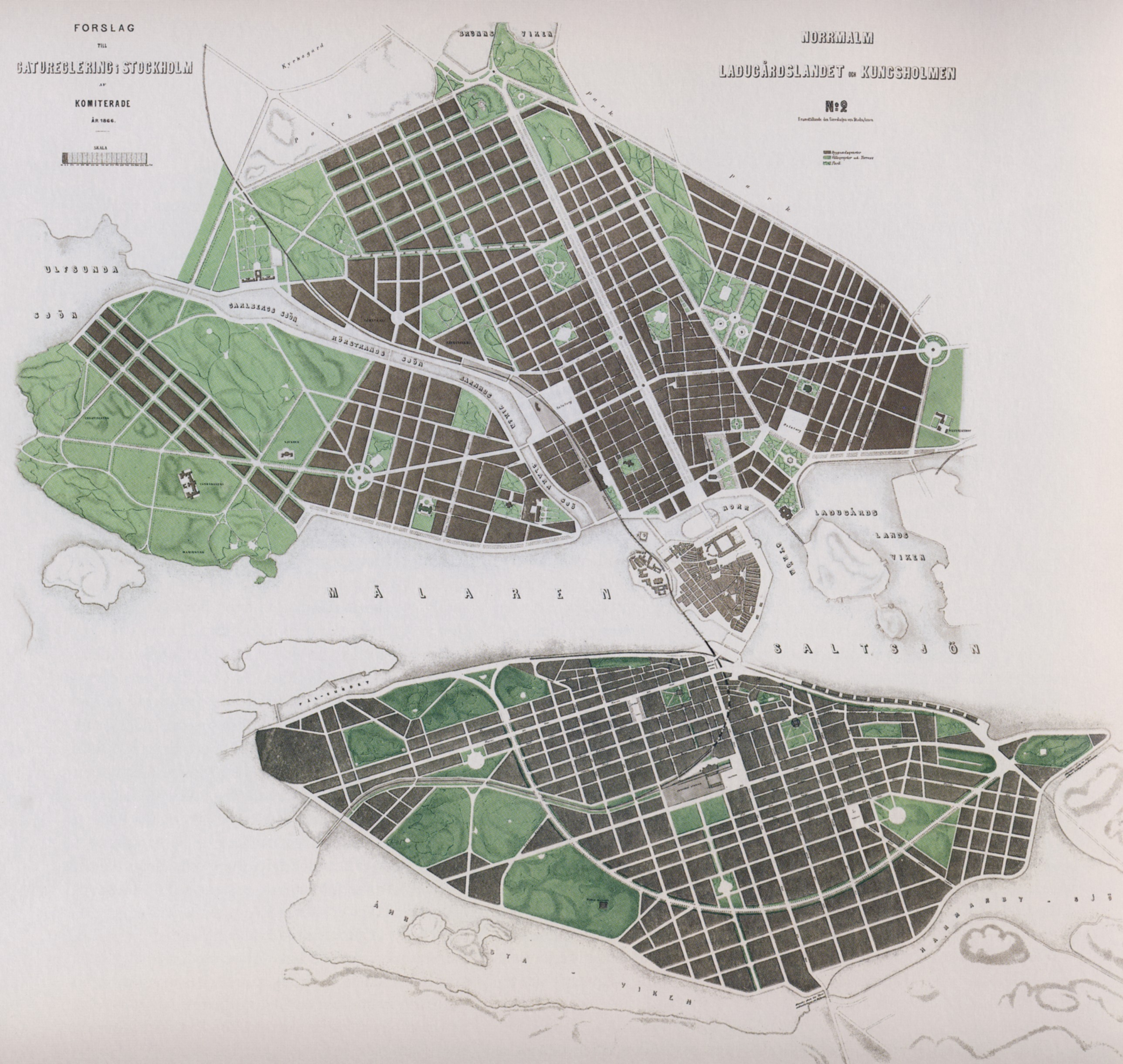
Albert Lindhagens generalplan från 1866 för Norrmalm, Södermalm och Kungsholmen

Nästa viktiga expansionsfas i Stockholms urbana utveckling kom med den industriella revolutionen. Ett intensivt byggande präglade 1800-talets senare hälft. Stadens befolkning tredubblades från 100 000 till 300 000 personer vid sekelskiftet 1900 och i mitten av 1800-talet började stormaktstidens rutnät framstå som både omodernt och otillräckligt. Det blev åter igen nödvändigt att planera stadens tillväxt. Idéerna för utbyggnaden av stenstaden hämtades främst från de stora kejsarstäderna på kontinenten, S:t Petersburg, Wien, Paris och Berlin, där Ringstraße i Wien och Georges-Eugène Haussmanns boulevarder i Paris blev förebilder. Stadsplanerna för dessa städer byggde på en klassicistisk tradition med rätvinkliga kvarter inordnade i ett storskaligt system av esplanader och stjärnformiga platsbildningar.
År 1862 utnämndes generalen Gillis Bildt (farfars farfar till Carl Bildt) till ny överståthållare i Stockholm. Bildt var angelägen att driva på Stockholms omvandling till en hälsosammare och bättre fungerande stad. Vid den här tiden bodde 92 000 invånare i Stockholm och dödligheten var mycket hög, även mätt i jämförelse med andra europeiska storstäder. Det var den sanitära situationen som var mycket otillfredsställande vid 1800-talets mitt. Ännu på 1850-talet dog vart tredje barn före ett års ålder och medellivslängden i Stockholm var endast 20 år för män och 26 år för kvinnor.
Bildt var beredd att lämna Gamla stan orörd på grund av de höga kostnaderna som en reglering där hade fört med sig. Uppdraget att utarbeta den önskade generalplanen gick till stadsingenjören A.W. Wallström och byggmästaren A.W. Rudberg. Rudberg hade tidigare samma år lagt fram en förtjänstfull plan till bebyggande av Staden mellan broarna, där i princip all bebyggelse utom Slottet och kyrkor hade rivits bort.

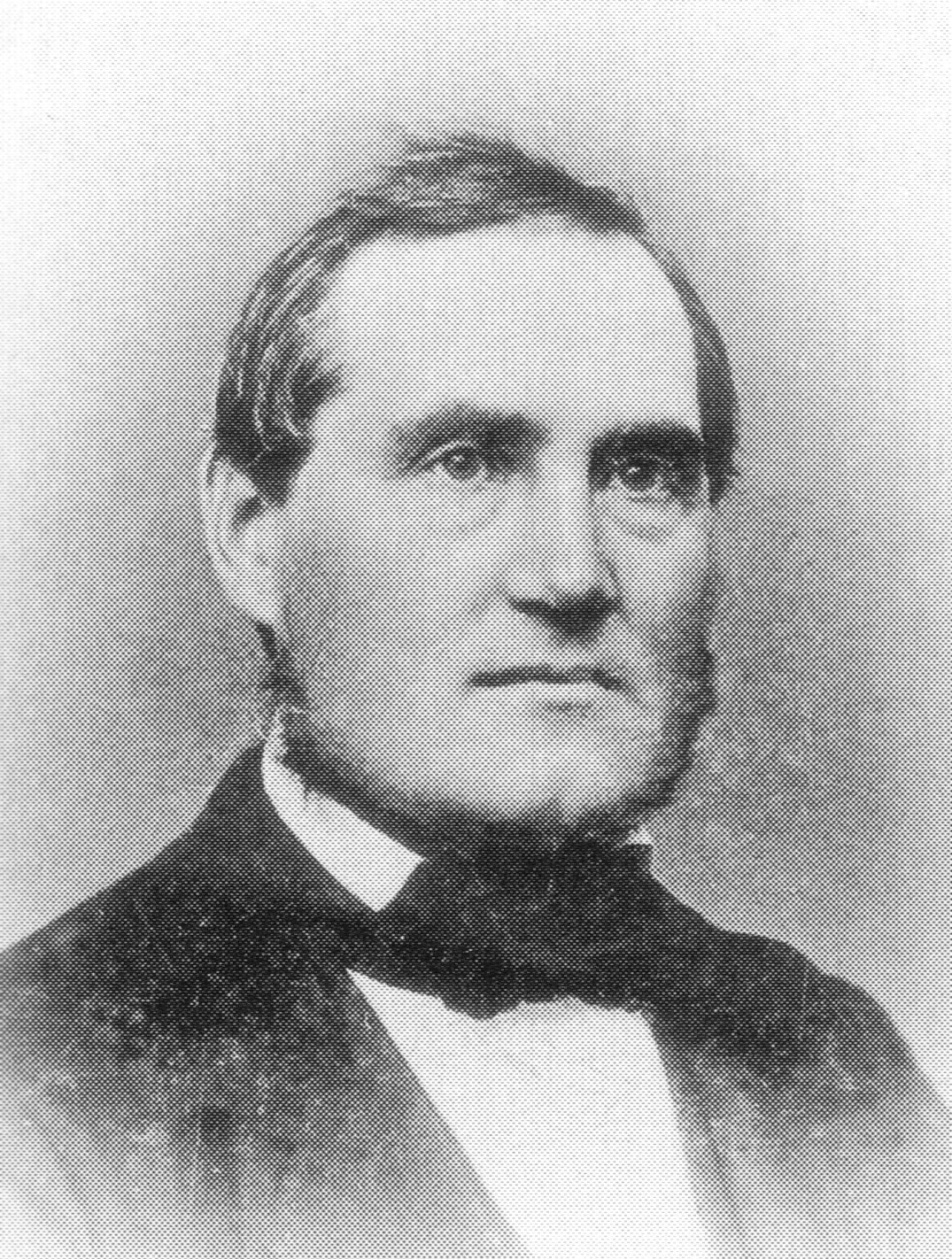
Albert Lindhagen

Wallströms och Rudbergs förslag överlämnades till drätselnämnden under 1864, men drätselnämnden ville ha en kommitté att granska förslaget innan man gick vidare. Kommitténs ledande kraft och ordförande var juristen och riksdagsledamoten Albert Lindhagen. Wallströms och Rudbergs förslag saknade ett övergripande perspektiv och granskningskommittén under Lindhagen fann 1866 att deras planer var helt oanvändbara. Wallström och Rudberg tog motgången mycket hårt. Rudberg avled 1869.

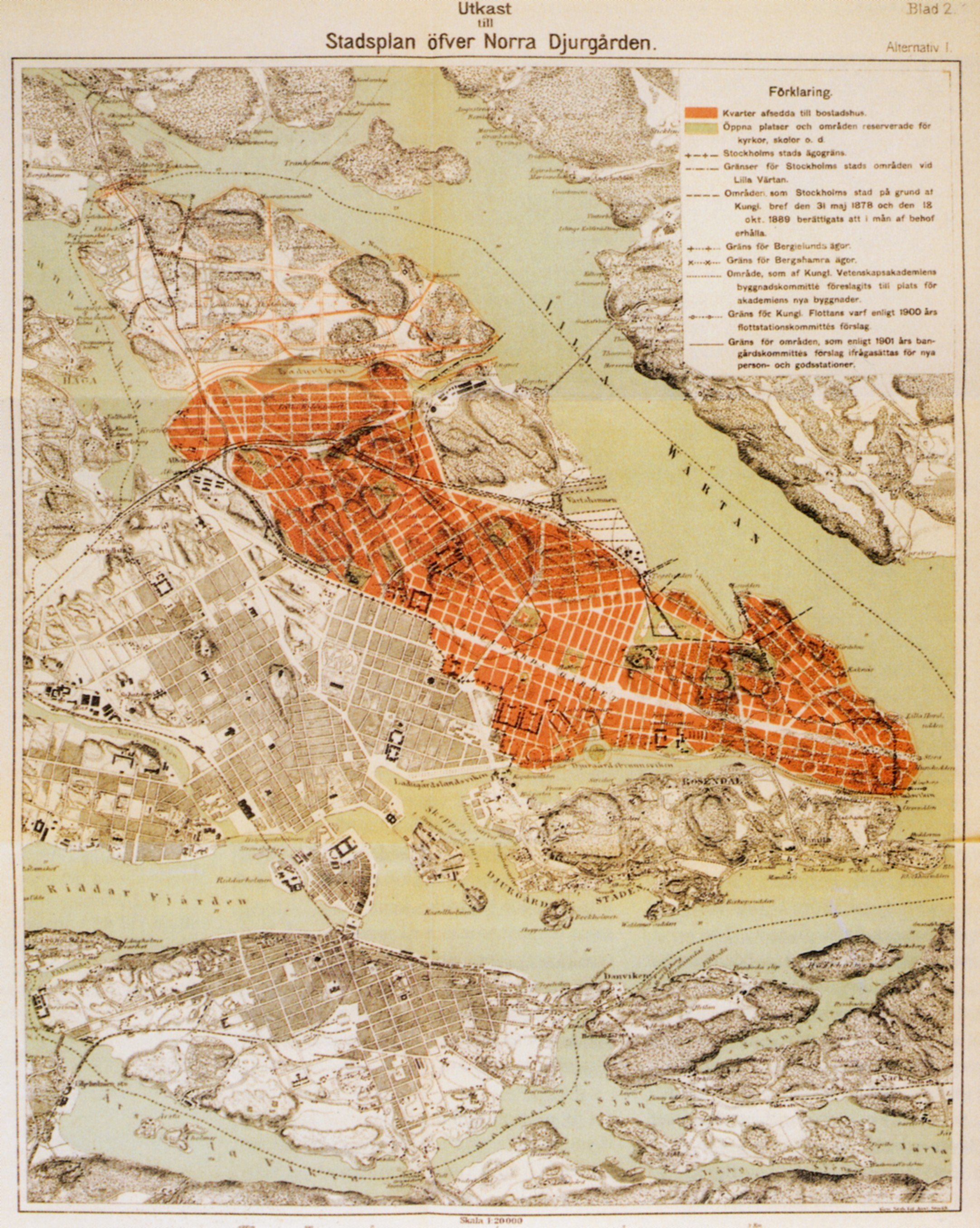
"Ladugårdsgärdes kommitténs" förslag till exploatering av Norra Djurgården från 1903 (ej utfört).

Albert Lindhagen hade det övergripande perspektivet och under honom skapades en första generalplan för Stockholm, Lindhagenplanen, för Stockholms malmar och Kungsholmen. Han ville att staden skulle genomkorsas av breda, trädplanterade esplanader och boulevarder.
På Norrmalm dominerade en 70 meter bred Sveaväg (lika bred och lång som Champs-Elysées i Paris) i nord-sydlig riktning. På Kungsholmen en bred Drottningholmsväg i ost-västriktning mellan en rund Kronobergspark i öst och en stor parkanläggning i väst. Från Kronobergsparken planerades en fortsättning snett över alla gamla kvarter ner mot Klara sjö i höjd med Kungsbron. Dagens Lindhagensgatan redovisas som en lång, spikrak allé från Ulvsundasjön i norr till Riddarfjärden i söder. I projekt Lindhagen (omdaningen av Kungsholmens nordvästra del) aktualiseras denna gamla idé delvis. På Södermalm föreslog Lindhagen en halvcirkelformad Södra Esplanaden (senare Ringvägen) som skulle sträcka sig från Söder Mälarstrand vid Skinnarviksparken ända fram till Danvikstull. Här fanns en föregångare till en ringled runt Stockholm.
Lindhagens stadsplan genomfördes bara delvis och först efter sega och långdragna förhandlingar. Sveavägen blev en 33 meter bred huvudgata, som slutade strax söder om Odengatan, den förlängdes senare ner till Kungsgatan. Ringvägen blev kortare än Lindhagen hade föreslagit och kopplades aldrig till Söder Mälarstrand, men Karlavägen, Narvavägen och Strandvägen genomfördes och blev några av stadens paradgator. Karlaplan, som tidvis hade slopats helt ur planeringen, kunde räddas av Lindhagen och blev den stora stjärnplats han ursprungligen hade föreslagit. Under Albert Lindhagen förvandlades Stockholm från småstad till storstad. Byggmästarna organiserade sig för att fylla Lindhagens stadsplan med hyreshus i stor skala. En ”Gründer”-epok med omfattande spekulationsbyggeri tog fart på samma sätt som skedde på kontinenten.
Svenska stadsplaner var sedan 1500- och 1600-talet indelade i rotar, vilka med tiden fick liknande funktion som våra dagars stadsdelar, och hade betydelse för brandväsende och ordningsförhållanden. Endast för Stockholm var roteindelningen av någon egentlig administrativ betydelse emedan det tog över folkbokföringen från prästernas ansvarsområde i samband rotemanssystemets införande år 1878. Stockholms rotar betecknades med nummer, där rote 1 till 18 fanns år 1878, och antalet rotar utgjorde 36 år 1917 fram till systemets avveckling 1926. I varje rote levde cirka 10 000 invånare. En roteman eller ett roteombud var en tjänsteman ansvarig för att mantalsföra alla inflyttningar,  utflyttningar, födda och döda för alla fastigheter som roten omfattade.
Stockholm växte och behövde ny byggmark för bostäder. År 1903 presenterade den statliga Ladugårdsgärdes kommittén ett förslag till exploatering av Norra Djurgården. Förslaget innebar att Valhallavägen skulle dras som en huvudaxel långt österut ända till Hundudden och Lilla Värtan med en tättbebyggd stenstad på båda sidor. Men inköpen av stora markområden i Bromma och godset Enskede gård innebar att utvecklingen tog en annan riktning.

### Bostadskrisen i början av 1900-talet

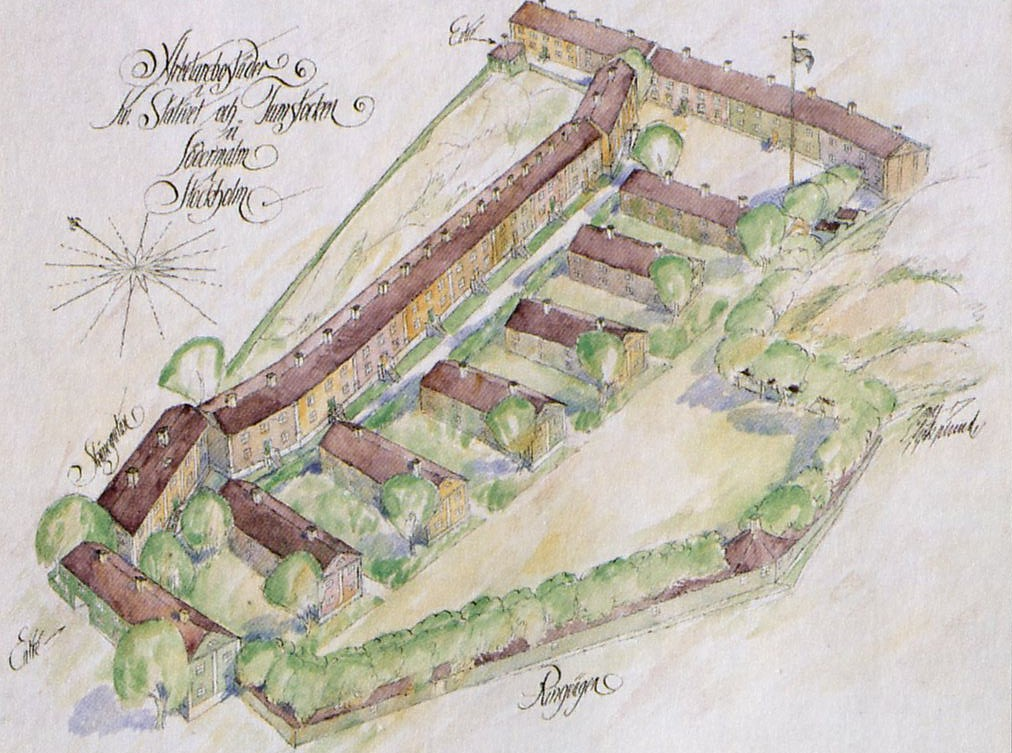
Asplunds förslag till nödbostäder i kvarteren "Stativet och Tumstocken" på Södermalm, 1917.

Kring sekelskiftet 1900 rådde det svår bostadsbrist i Stockholm. Till följd av den industriella revolutionen och den därmed förorsakade inflyttning till Stockholm nästan tredubblades folkmängden i Stockholm, från 93 000 till 300 500 individer mellan 1850 och 1900. Någon uppdatering av Lindhagens plan när denna började bli fullbyggd gjordes inte. Staden var därför helt oförberedd på denna anstormning och under den värsta krisen på 1800-talets slut ordnades provisoriska bostäder i övergivna fabriker, kaserner, gymnastiksalar och sjukhus. Bostadssituationen förvärrades under första världskriget som utbröt 1914. Nästan allt privat byggande upphörde och byggkostnaderna steg kraftigt på grund av materialbrist och ransonering. År 1917 bildade liberala och socialdemokrater en koalitionsregering, som beslöt att införa hyresreglering och 1918 antog riksdagen ett förslag att ge statliga och kommunala bidrag till byggandet av "tillfälliga bostadsbyggnader av trä" i de värst drabbade svenska städerna. Problemet fanns inte bara i Stockholm utan även i andra svenska storstäder, men i Stockholm var behovet som störst.
I Stockholm byggdes under åren 1917–24 cirka 2 500 nödbostäder eller bostäder för "husvilla". Det var inte ovanligt att staden anlitade kända arkitekter som skulle utforma enkla, men väl fungerande lägenheter, bland dem fanns arkitekterna Gunnar Asplund,  Sven Erik Lundqvist, Gustaf Larson och Axel Wetterberg. Ett exempel var området i kvarteren Stativet och Tumstocken vid Ringvägen. Där byggdes 1917–1918 ett av Stockholms större områdena med nödbostäder. För stadsplaneringen och utformningen stod arkitekt Gunnar Asplund. Stadsplanen var ovanlig för sin tid och bestod av åtta lamellhus i två våningar ställda vinkelrätt mot en lång, svängd bostadslänga, även den i två våningar. Fasaderna var målade i röda, gula och gröna nyanser. Det hela gav ett idylliskt intryck av småstadsatmosfär men husen var ytterst enkla i utförande och standard. Under 1940- och 1960-talen revs de flesta områdena, idag kvarstår bara två av dem i moderniserat skick; Cedersdalsgatans hus i Vasastan och Kvarteret Bergsryggen i Ulvsunda, nu uppskattade och kulturminnesmärkta bostadsmiljöer.

### Trädgårdsstäder, villasamhällen och förorter

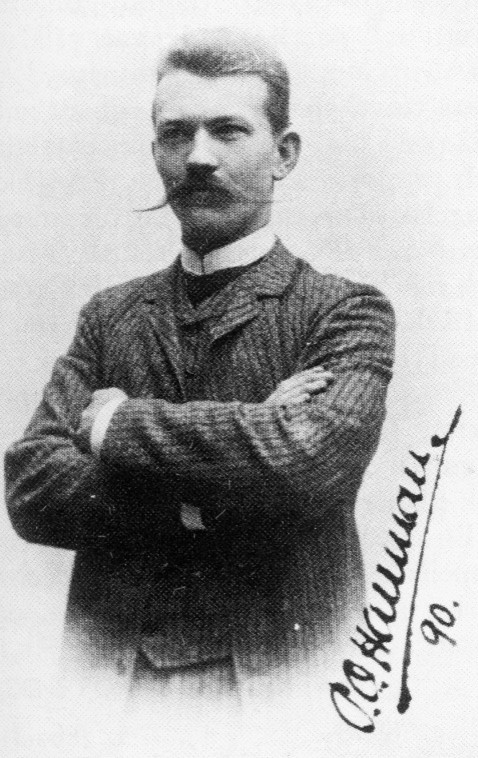
Per Olof Hallman

I början av det nya seklet gjorde sig återigen nya stadsplaneideal gällande, det stränga rutnätet övergavs till förmån för en mjukare, mera terränganpassad och konstnärligt flexiblare planering. Det var Camillo Sittes tankar som hade översatts till svenska förhållanden.
En förespråkare för detta ideal var Stockholms förste stadsplanedirektör Per Olof Hallman. Hallman var specialist på stadsplaner och ivrade för vad man då ansåg var moderna och sunda idéer på detta område. År 1901 vann han (tillsammans med Fredrik Sundbärg) 1:a priset för plan till den nya stadsdelen Johanneberg i Göteborg, och han uppgjorde planer för bland annat Kiruna, Kalix, Boden, Haparanda, Härnösand, Ludvika, Sigtuna och Västerås. I Stockholm skapade han bland annat stadsplanerna för Lärkstaden (1902–1907), Aspudden (1906), Gamla Enskede (1907), Röda Bergen (1909) och  Diplomatstaden (1913–1915) i stenstadens utkanter. Redan 1912 upprättade han en stadsplan över Norrmalm för förlängningen av Sveavägen söderut till Hamngatan, där han ritade föregångaren till dagens Sergels torg.

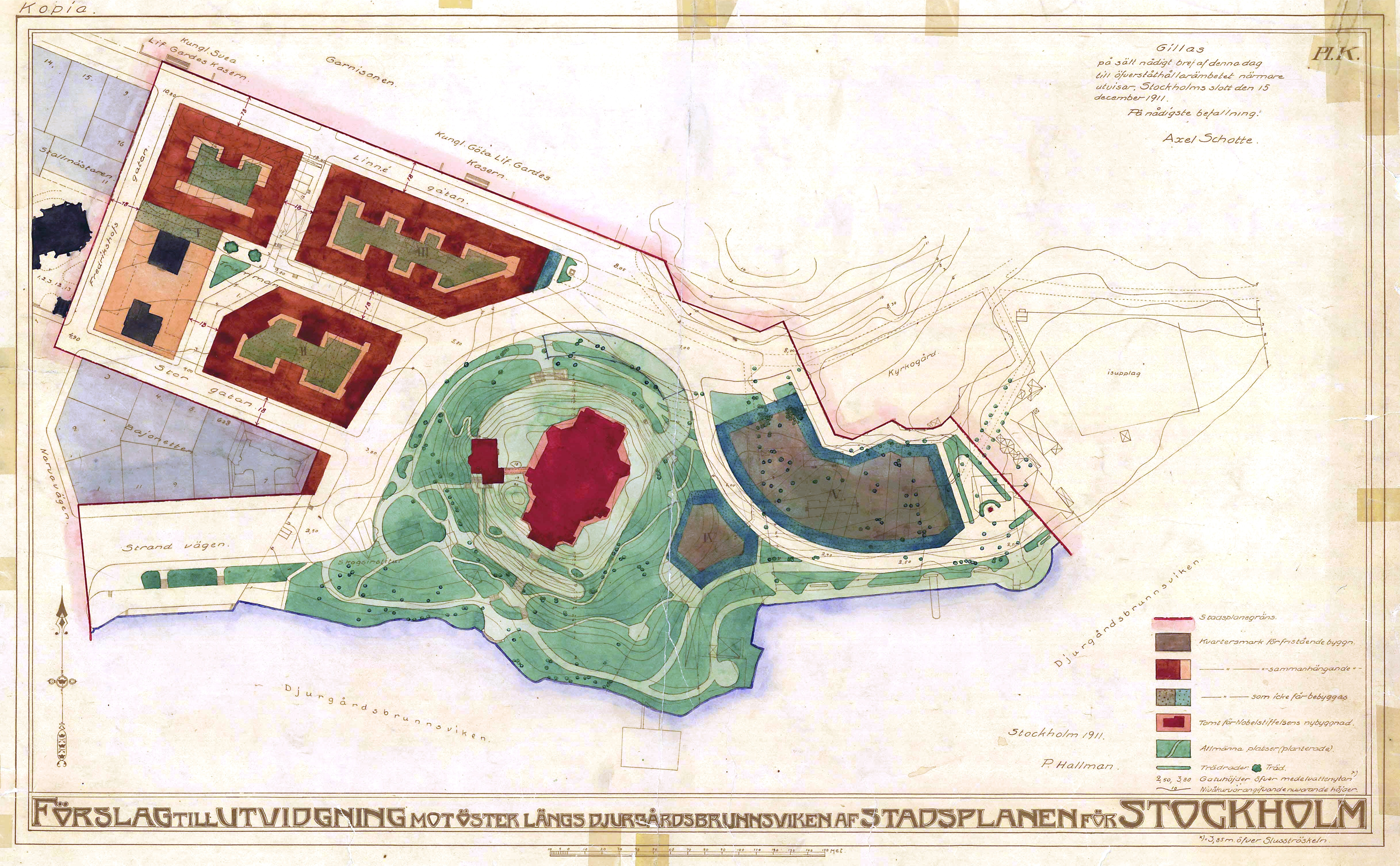
Hallmans förslag till stadsplan över området kring Nobelparken och Diplomatstaden från 1911.

Själva stenstaden enligt Albert Lindhagens regleringsplan räckte snart inte längre att ta emot den stora tillströmningen av människor till Stockholm. Genom spårvägarnas tillkomst blev det nu möjligt att bebygga nya områden längre ut från stadens centrum och Stockholms trädgårdsstäder, villasamhällen och förorter föddes. I boken ”Stockholms förstäder och villasamhällen” från 1911 beskrivs inte mindre än 30 objekt från Täby villastad i norr till Nynäs villastad i söder. Idéerna hade kommit från England och samhällsreformatorn Robert Owen samt stadsplaneraren Ebenezer Howard. I en beskrivning om Aspuddens förstad hette det angående kommunikationer: Dessa komma att blifva synnerligen bekväma och snabba och sker nu genom den elektriska spårvägen från Liljeholmsbron till Hägerstens allé.
Genom inkorporeringen av Brännkyrka socken år 1913 och Bromma socken år 1916 fick staden under denna tid tillgång till nya stora markområden, vilket medförde att planeringen av villastäder och trädgårdsstäder utanför stenstaden kunde ta fart. Som följd av detta tillkom bland andra stadsdelarna Enskede, Höglandet, Mälarhöjden, Smedslätten och Örby.
Medan arbetar- och medelklassen flyttade till nya förorter längs spårvägar, stambanor och järnvägen mot Västerås började den välbärgade överklassen flytta ut till egna natursköna villasamhällen vid stränder, såsom Djursholm (1889),  Saltsjöbaden (1891) samt Storängen (1900) och de fick direkt sina egna järnvägslinjer (Saltsjöbanan och Roslagsbanan). Djursholm planerades av bankdirektören J. Henrik Palme, som hade inspirerats av nya förstäder under en studieresa i USA. Han hade tidigare tagit initiativet till Villastaden norr om Humlegården på Östermalm. Men Villastaden låg alltför nära stadscentrum och dess höga tomtvärden för att kunna vara kvar som en villastad. Fastighetsspekulation och stigande markpriser ledde till att villorna revs och ersattes med flerbostadshus i fem våningar.

### Stadsplanering för bilen och tunnelbanan

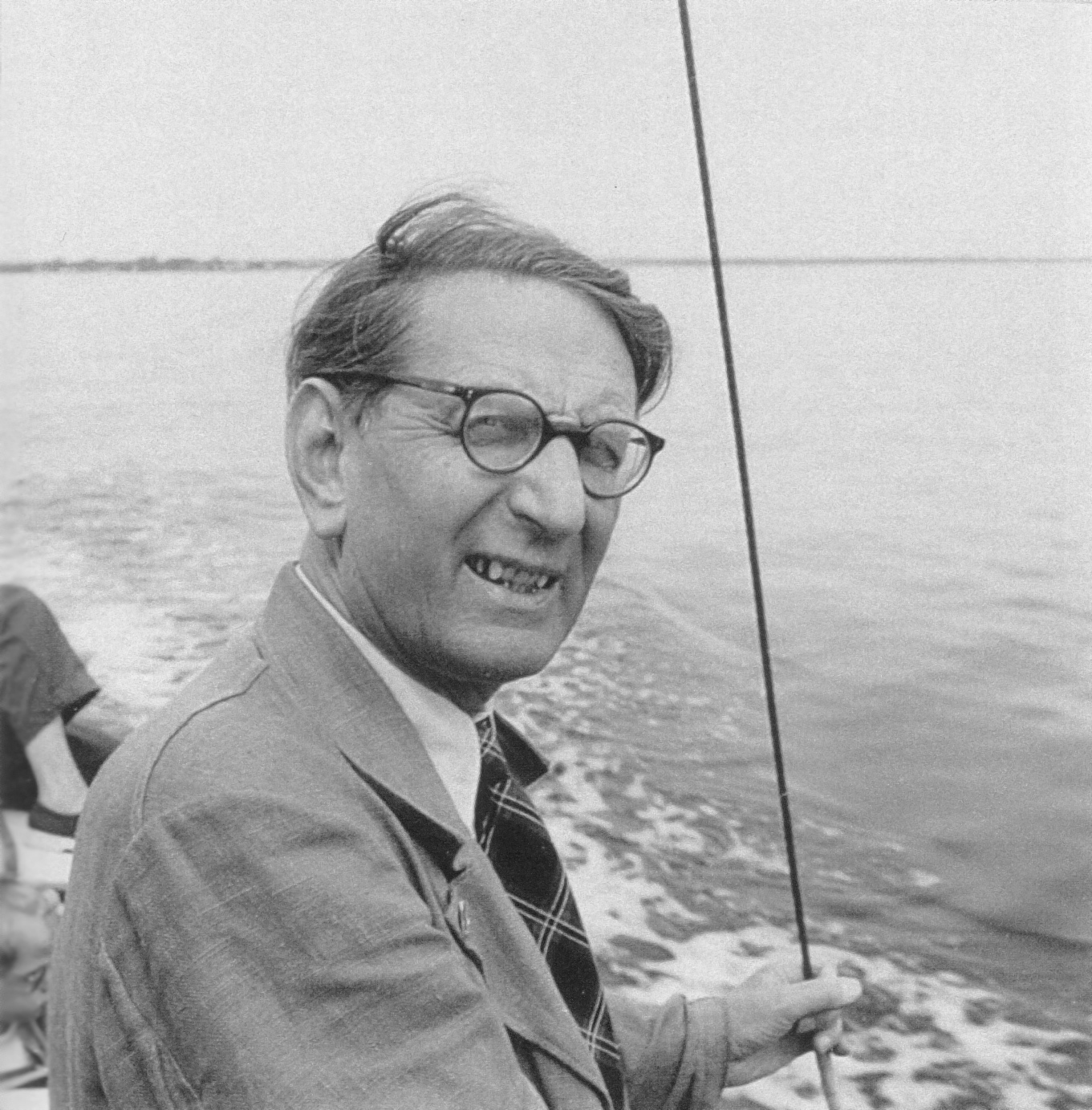
Yngve Larsson

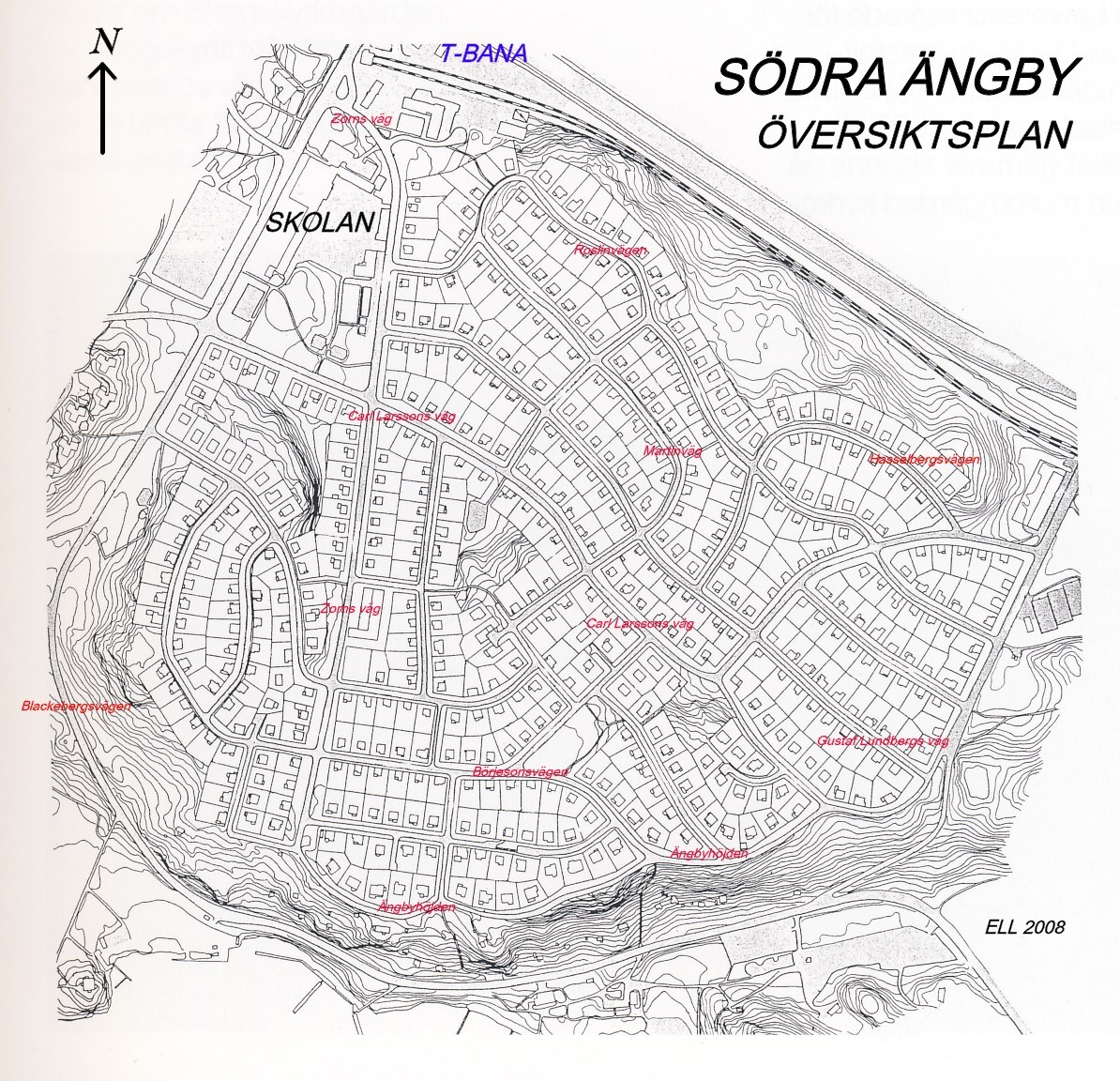
Södra Ängby

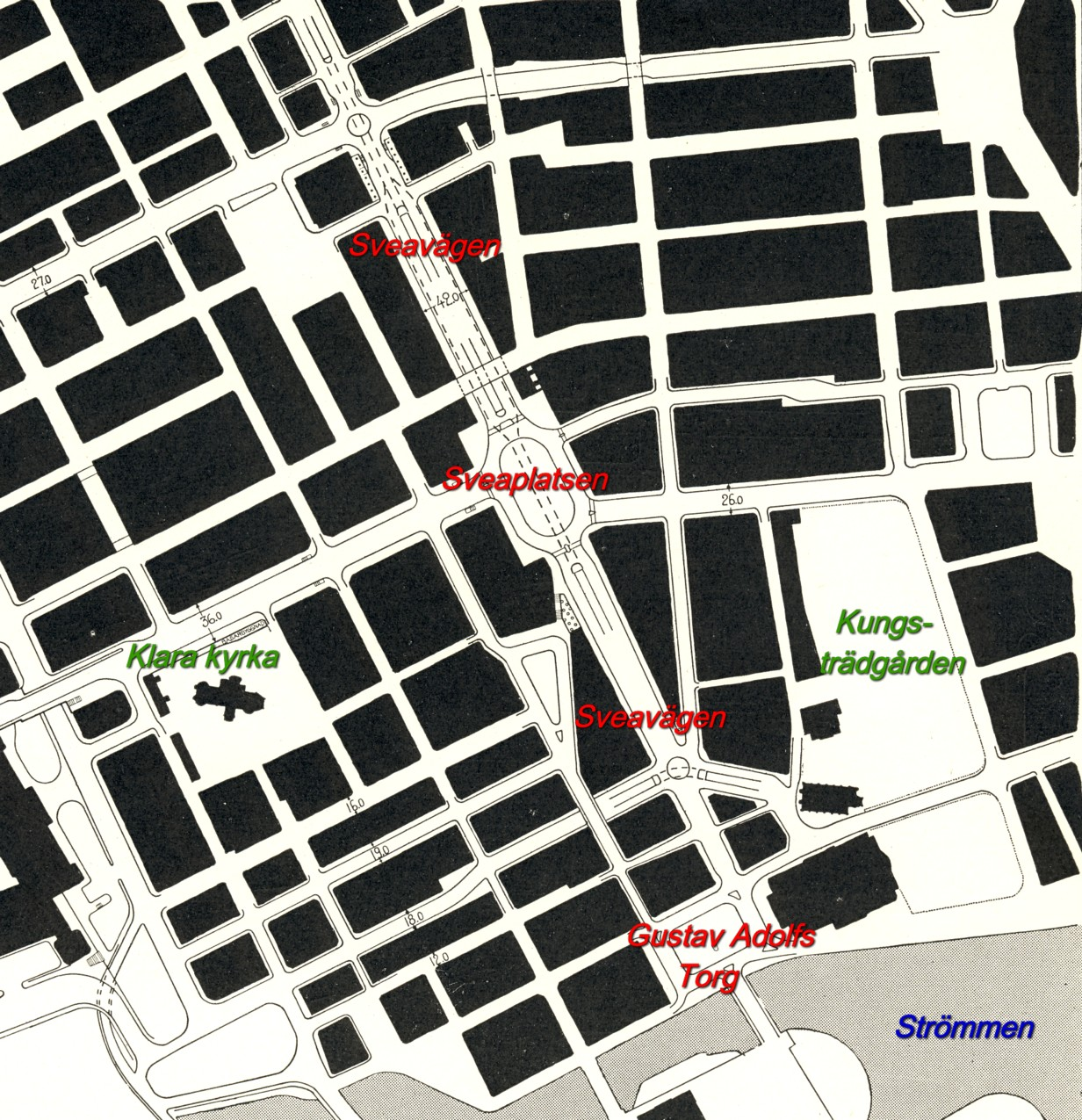
Lilienbergs förslag till dragning av Sveavägen till Slottet (1940)

Mellan 1925 och 1930 ökade bilismen i Stockholm med 100% från cirka 9 000 motorfordon till cirka 17 800 och stadsplanerarnas största uppgift i den industrialiserade världen blev att anpassa staden till bilen, så även i Stockholm. Under Yngve Larsson som gatu- och stadsbyggnadsborgarråd och finansborgarrådet Hjalmar Mehr samt stadsbyggnadsdirektörerna Albert Lilienberg, Sven Markelius och Göran Sidenbladh skulle staden och speciellt Nedre Norrmalm anpassas till bilen och den planerade tunnelbanan, men även den omoderna, ohälsosamma och trånga stenstaden skulle anpassas till moderna krav.
Modernismen, eller funktionalismen, som stilformen kallades i Sverige, hade fått sitt genombrott i början av 1930-talet och nya stadsplaner skulle givetvis vara i denna anda. En förgrundsgestalt inom stadsplaneringen av Stockholms nya förstäder var arkitekt Thure Bergentz, medarbetare till Albert Lilienberg. Bergentz skapade en lång rad stadsplaner både för Stockholm och andra svenska städer bland andra för Norra och Södra Ängby, Traneberg, Midsommarkransen och Västertorp samt för Vaxholm, Örnsköldsvik, Älmhult, Årjäng och Kalmar.

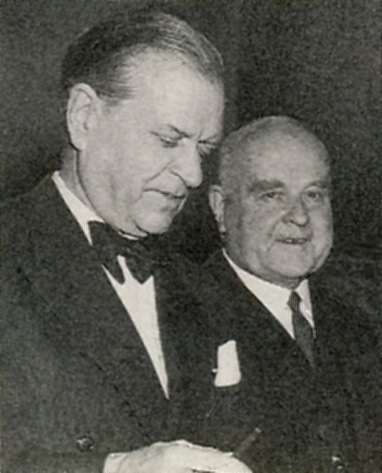
Albert Lilienberg (höger) och Sven Markelius

År 1933 bjöds det till en internationell arkitekttävling för omdaningen av Nedre Norrmalm, där storheter som Le Corbusier och Alvar Aalto deltog. Le Corbusier hade med lätta penndrag på pappret sopat bort all bebyggelse på Norr- och Södermalm och ersatt dessa med sina gigantiska lamellhus. Inte heller Aaltos eller Sigurd Lewerentz förslag rönte bifall av tävlingsnämnden då de förutsatte omfattande rivningar. I facktidskriften Byggmästaren diskuterade Sven Markelius 1934 kritiskt hela tävlingen. Le Corbusiers förslag, menade han, "...tillhör dem man för all del inte ville se utförda."  Några fler internationella arkitekttävlingar om Nedre Norrmalm ville man inte ha.
Återigen aktualiserades frågan om Sveavägen som en stor nord-syd-axel med en förlängning från Kungsgatan ner till Slottet, en idé som Albert Lilienberg stödde i sin Generalplan för Stockholm 1928. Men tiden för snörräta kilometerlånga paradgator var ute, dessutom ville man inte släppa fram den allt intensivare fordonstrafiken på Slottskajen. Så förlängdes Sveavägen bara till Sveaplatsen (senare Sergels torg) med Kulturhuset i fonden och fordonstrafiken fördes i en tunnel via Tegelbacken till Centralbron.
Hela stadsplaneringen med Nedre Norrmalm blev en uppgift för Stockholms stadsbyggnadskontor och deras arkitekter och ingenjörer. Hur det skulle gå till beskrevs i olika cityplaner mellan 1923 och 1977. I 1946 års cityplan fastställdes den stora ombyggnaden av Nedre Norrmalm, Norrmalmsregleringen. Med City 67 utvidgades området och i och med cityplan 1977 avslutades saneringen av Stockholms innerstad i förtid. Omvandlingen av Nedre Norrmalm, Norrmalmsregleringen, har kritiserats och beundrats både i Sverige och utomlands, och räknas som en av de större och mest genomgripande cityomdaningar som genomfördes i Europa under efterkrigstiden, även inberäknat de städer som skadades svårt under andra världskriget. Hötorgscity tillhör de internationellt sett de mest karaktärsfulla av den första generationen moderna cityanläggningar i efterkrigstidens Europa.
Planeringen för nygestaltningen av Stockholm under 1950- och 1960-talen, berörde inte bara Nedre Norrmalm och delar av Östermalm utan även Södermalm. För Södermalm framlades ett program som kallades Söder 67. Södermalms bostads- och industribebyggelse ansågs saneringsmogen och på sikt räknade man med att alla gamla arbetarbostadshus skulle rivas och ersättas av en enhetlig bebyggelse kring rektangulära kvarter och öppna gårdar, huvudsakligen längs Hornsgatan och längs delar av Götgatan.
Under början av 1940-talet lades grunden för efterkrigstidens utbyggnad av Stockholms förorter. Efter en stadsplanetävling för Gubbängen 1940 initierade stadsbyggnadsborgarrådet Yngve Larsson den Utredning angående stadsplanen för Gubbängen 1943 som har beskrivits som den första kvalificerade stadsplaneutredningen i Stockholm och fick stor betydelse för den fortsatta förortsplaneringen och överhuvudtaget för stadsplaneringen i Sverige under efterkrigstiden.
Organisationen av stadsplaneringen i Stockholm för tiden kring och efter andra världskriget uppmärksammades internationellt, och bland annat belönades Town Planning Service of the City of Stockholm av International Union of Architects med Sir Patrick Abercrombie Prize när det delades ut för första gången 1961. Motiveringen refererade till the organic growth and the internal reconstruction of Stockholm and its region som an example to all other cities because they show foresight in land policy and intelligent co-ordination of the many problems confronting the modern city.

### Efterkrigstidens stadsplanering fram till 1990-talet

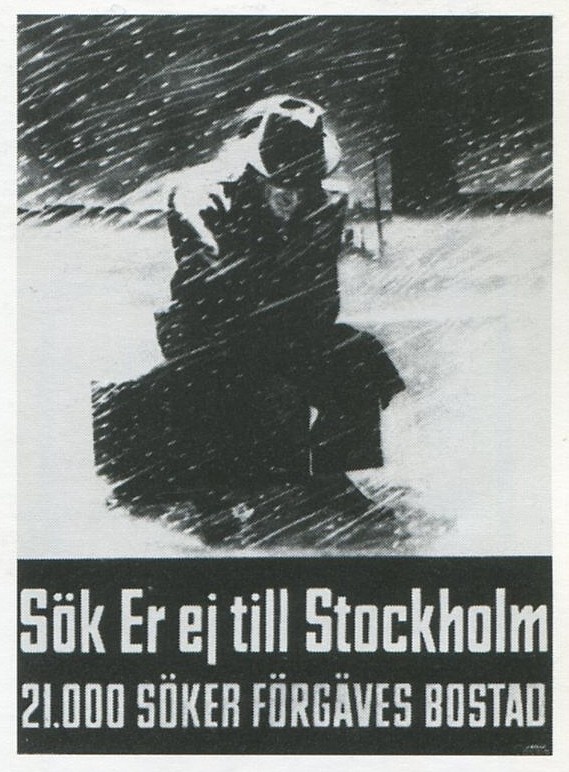

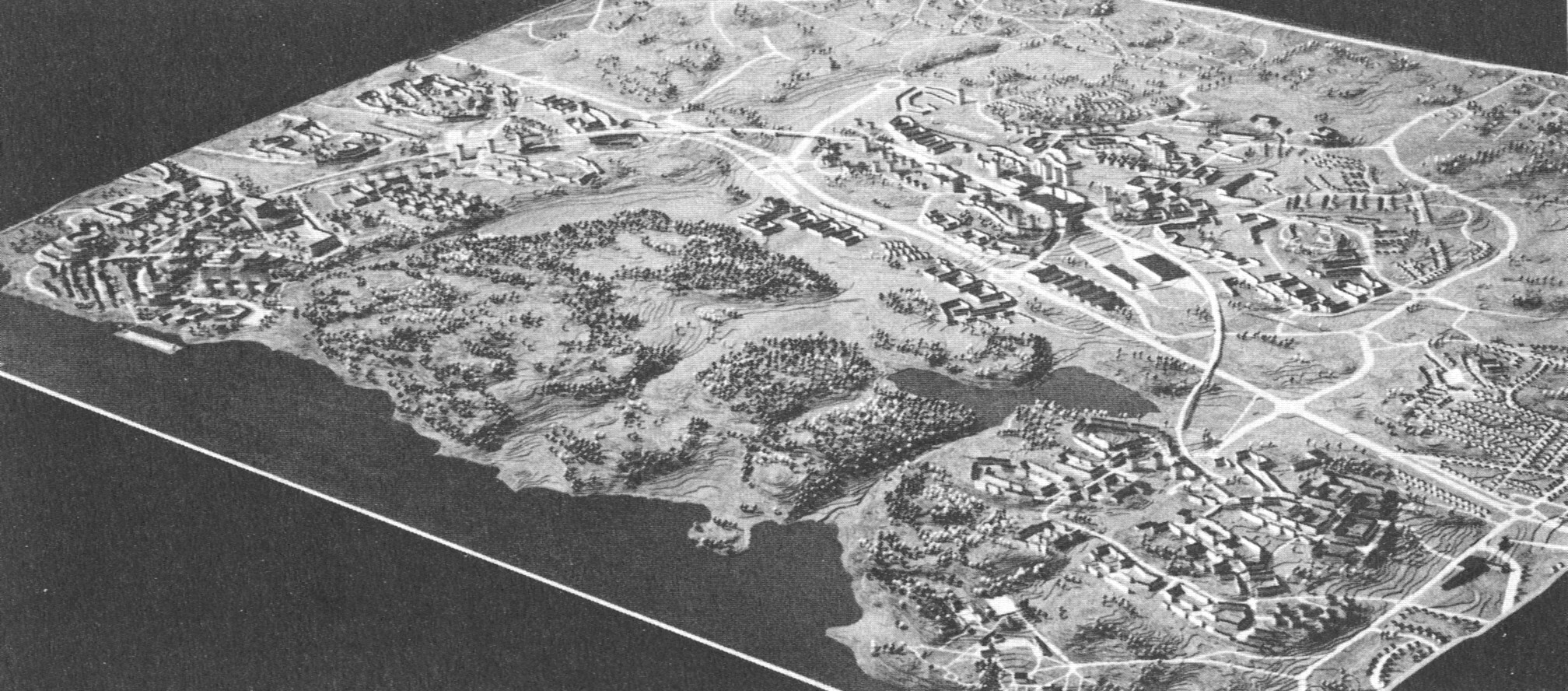
"Vällingbygruppen" med Blackeberg i förgrunden, Råcksta och Vällingby i mitten och Hässelby strand längst till vänster

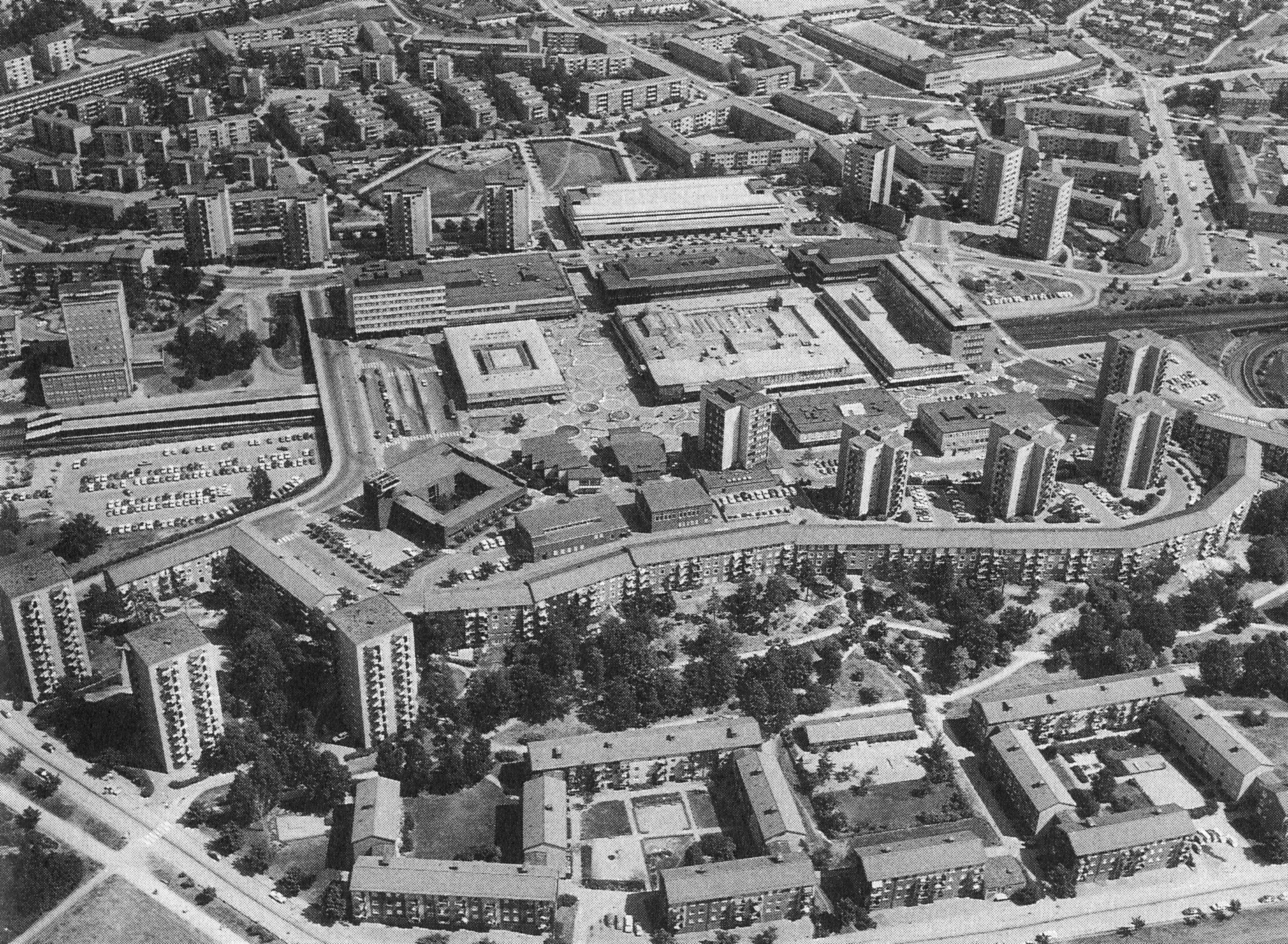
Vällingby från luften 1960-tal

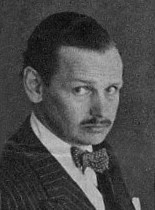
Göran Sidenbladh

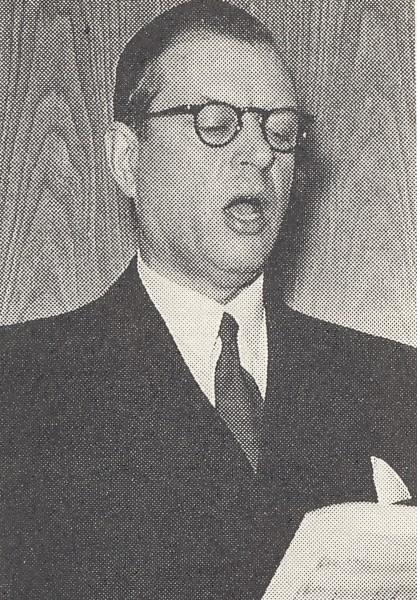
Sven Markelius

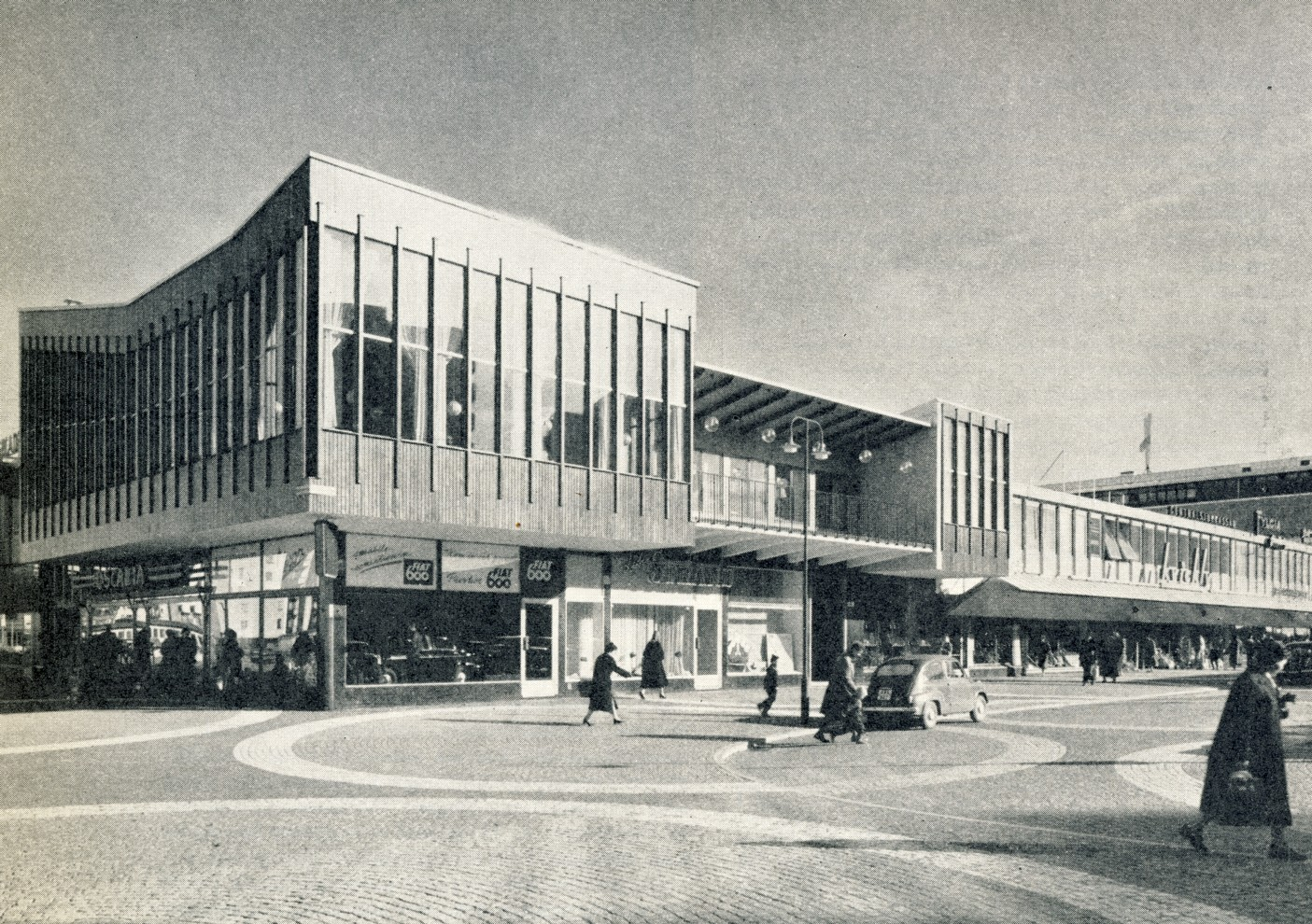
Vällingby centrum, 1956

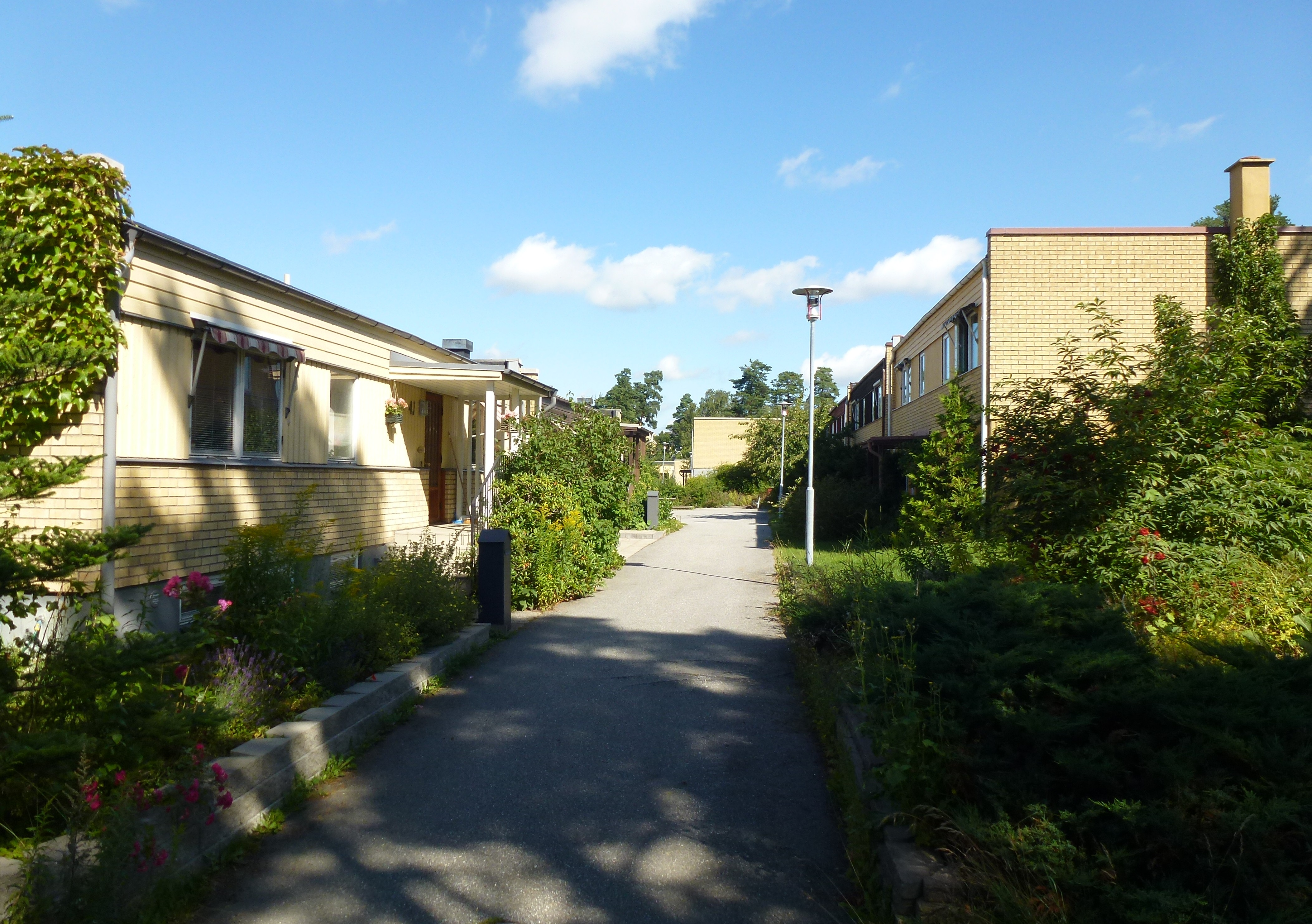
Miljonprogramsområde i Kälvesta.

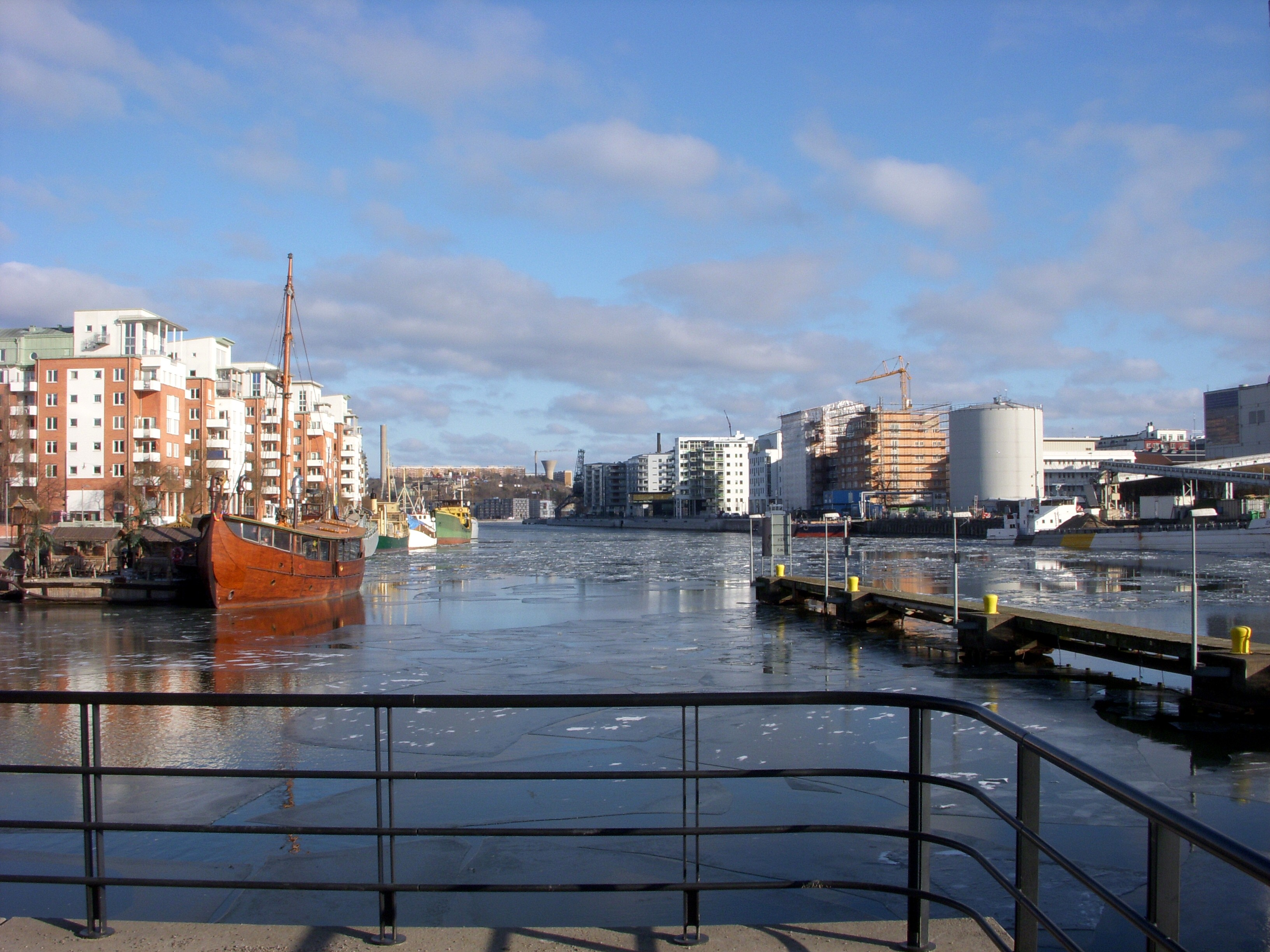
Hammarby sjöstad, 2009

Den stora stadsplaneändringen i Stockholms city hade tillkommit under och strax efter andra världskriget och den genomfördes till mitten av 1970-talet. Efter Norrmalmsregleringen blev större omändringar i stadens centrala delar politiskt omöjliga; istället gällde "varsam ombyggnad" och för det behövdes inga stora planändringar. Den nya synen fastställdes i Cityplan 1977 där det bland annat hette ...förnyelsen skall ske utan genomgripande förändringar av kvarter och gatunät och att förnyelsen förutsätts ske i enskild regi utom i de fall plangenomförande inom ett område måste ske i ett sammanhang.
Bostadsbristen var stor efter andra världskriget. På stadsplanekontorets initiativ gick man till och med ut med affischer, där man varnade för en inflyttning till Stockholm, eftersom det saknades bostäder. "Sök Er ej till Stockholm – 21.000 söker förgäves bostad" stod på affischen som 1946 hängdes ut på landets järnvägsstationer.
För att lösa problemet behövdes en generalplan och en generalplaneutredning, den började sitt arbete 1944 och redan 1945 lades programmet till generalplan fram i form av en skrift Det framtida Stockholm. Gruppen som hade arbetat fram programmet bestod av Erland Hofsten, Göran Sidenbladh, Carl-Fredrik Ahlberg och Sven Lundberg. Sven Markelius ledde arbetet och Yngve Larsson hade åter lyckats säkerställa de nödvändiga anslagen för att bedriva generalplaneutredningen.
Skriftens syfte var att bilda en grund för ett mera ingående planarbete, där frågor som befolkningsutveckling, kommunikationer, fritidsområden och arbetsplatser belystes. I skriften aktualiserades även tanken med så kallade satellitstäder, alltså självständiga förstäder där man både kunde bo och arbeta. Programmet Det framtida Stockholm gick på remiss och 1952 kom den tryckta utredningen Generalplan för Stockholm 1952, där Sven Markelius' idéer och visioner hade mycket stor betydelse.
Sven Markelius skulle som stadsplanedirektör mellan åren 1944 och 1954 presentera och leda arbetet med Stockholms nya satellitstäder. Inspirationen kom åter igen från utlandet och den engelska grannskapsplaneringen, Community center, där mindre bostadsområden med småcentra grupperades runt ett stort centrum med kommunal och kommersiell service. Den första tillämpningen av denna idé skedde söder om Stockholm, där Markelius engagerade arkitekt David Helldén att rita en stadsplan till Södra Hammarby, som senare fick namnet Björkhagen. I planen fanns ambitiösa idéer om en centrumanläggning, vilka dock inte förverkligades.
Därefter följde Högdalen (1946), Hökarängen och Gubbängen (båda 1946), Västertorp (1947) och Farsta (1960). Farsta kom till under Markelius' efterträdares Göran Sidenbladhs tid. Stadsplanen för Västertorp hade ritats av Thure Bergentz och var den första trafikseparerade planen i Sverige. Årsta centrum och stadsdelen Årsta planerades redan 1943 av arkitekt Uno Åhrén och stod klart 1953. Byggnaderna hade ritats av arkitekterna Erik och Tore Ahlsén.
Det största projektet låg dock norr om staden, längs Mälaren och kallades Vällingbygruppen. I denna geografiska grupp ingick förutom Vällingby även Blackeberg, Grimsta, Råcksta och Hässelby. Förorterna lades som ett pärlband längs den nya tunnelbanans linje, avskilda från varandra med grönområden. Vällingby med Vällingby centrum utgjorde huvudpunkten i denna planering, och det var här idén om ett storcentrum skulle förverkligas för första gången i Sverige. Vällingby hör till de viktigaste svenska bidragen till efterkrigstidens stadsbyggnadskonst, och har uppmärksammats i facktidskrifter och artiklar världen över. Vällingby med sitt centrum innehöll direkt från början alla viktiga delar som krävdes för en fungerande satellitstad: arbetsplatser, bostäder och centrum. Vällingby var den första konsekventa tillämpningen av generalplanen från 1952. Konceptet skulle senare döpas till ABC-stad. Arkitekterna Backström och Reinius hade fått uppdraget att utforma det nya centret. Här tillämpade de idéer från USA med varierande volym- och fasadgestaltning i olika material. Nu var inte kyrkan längre ”mitt i byn” utan köptemplen.
Efterkrigstidens planering av Stockholm och de nya förorterna uppmärksammades internationellt. Den amerikanske stadsplaneraren Clarence Stein skrev bland annat om Stockholm att:
| ”                      | They have developed an organization for city building that is second only to that of the London County Council. But it differs from that in having a broader, more complete goal and ideal. This has been due I think largely to Yngve Larsson's statesmanship; also to his sympathetic understanding with Markelius and Sidenbladh as architect-planners, and with Holger Blom (an architect, too), who makes the parks throughout Stockholm rich with blooming color. | „ |
| – Clarence Stein, 1960 | |   |

Idén med förstäder längs tunnelbanan fortsatte på 1960-talet med Bredäng (1962), Skärholmen (1968) och Tensta (1970). En del av dessa blev rena sovstäder, ibland hade tunnelbanan inte hängt med i utbyggnadstakten och inte alla nya förstäder var så lyckade som Vällingby.
Bredäng, Skärholmen och Tensta hörde redan till de enformiga bostadsområden som uppstod inom miljonprogrammets ram. Här "tillverkades" höga och låga bostadshus industrimässigt som byggde på modulmått 2,4x2,4 meter och skivhusens inbördes avstånd bestämdes i hög grad av byggkranarnas räckvidd. Bostäderna hade i regel en god planering, den yttre miljön däremot med lite vegetation och stora p-platser var ofta torftig. Stadsplanerna präglades av trafikseparation, där bostadsområdet ofta omgavs av en ringgata, medan själva området var mer eller mindre bilfritt. Bostäderna nåddes med matargator som ibland var nedsänkta. Gångbroar över de nedsänkta gatorna knöt ihop området. Denna typ av trafikseparering kallades SCAFT.
Runt 30 procent av miljonprogramsbyggen utgjordes av småhus (radhus och kedjehus), som i Kälvesta i nordvästra Stockholm. Här finns fasader med ytskikt av puts, trä och tegel och mycket av den ursprungliga växtligheten är bevarad. Kälvesta kan kallas ett "horisontellt miljonprogramsområde" med cirka 2 000 enfamiljsbostäder. Stadsplanens projektering skedde i samråd med arkitektkontoret Höjer & Ljungqvist, som planerade för radhus och kedjehus. De första husen började byggas 1966 och byggarbetena pågick till mitten av 1970-talet. Längs med Björnidevägen och Björnidegränd bor drygt 4 500 människor i radhus, kedjehus, atriumhus och fristående villor. Flertalet hus byggdes i form av radhus om 4 rum och kök. Kälvesta räknas till en av de sista stora och enhetliga småhusstadsdelarna sedan 1930-talet. I Stockholms kommun producerades inom miljonprogrammet cirka 50 000 lägenheter och i Stockholms län cirka 200 000 lägenheter.
Ända fram till 1970-talet hade funktionalistiska ideal präglat Stockholms stadsplanering men nu skulle det byggas lågt och tätt och helst bilfritt. Men det fanns även undantag som Stjärnhusen, Gröndal ritade åren 1944 till 1946 samt 1958 till 1962 av arkitektduon Sven Backström och Leif Reinius, som enligt arkitekturhistorikern Fredric Bedoire hör till Stockholms finaste bebyggelsegrupper.
Under Sidenbladhs efterföljare, Torsten Westman, stadsbyggnadsdirektör 1973–1985 och Hans Wohlin, stadsbyggnadsdirektör 1985–1990,  uppfördes Kista (1977–1980), Skarpnäcks gård (1980-tal) och Södra Stationsområdet (1986–1990).
I början av 1990-talet uppstod två större bostadsområden i Stockholm, Hammarby sjöstad (1992–) och Sankt Eriks bostadsområde (1995–1998) båda med en mycket detaljerad stadsplan av planarkitekter vid Stockholms Stadsbyggnadskontor; Jan Inghe-Hagström och Aleksander Wolodarski. Hammarby sjöstad omfattar ett stort geografiskt område kring norra och södra Hammarby sjö, Hammarbykanalen, Sickla kanal och gamla Lugnets industriområde. På norra sidan, kallad Norra Hammarbyhamnen, är husen sedan 1994 inflyttade, medan utbyggnaden på södra sidan fortfarande pågår (2009). Byggnaderna inom S:t Eriksområdet påminner om den svenska 1920-talsklassicismen. Just denna formgivning hyllades av allmänheten, medan arkitektkollegerna var avvisande och kritiska och kallade det hela för pastisch och otidsenligt. År 2004 fick S:t Eriksområdet “CNU Chart Award” som utdelas av amerikanska Congress for the New Urbanism till 15 projekt som representerar årets bästa exempel på nyurbanism. S:t Eriksområdet i Stockholm blev vinnare i kategorin ”Kvarteret, gatan och byggnaden”.

## Nutid och framtid

### Stadsutveckling under 2000-talet

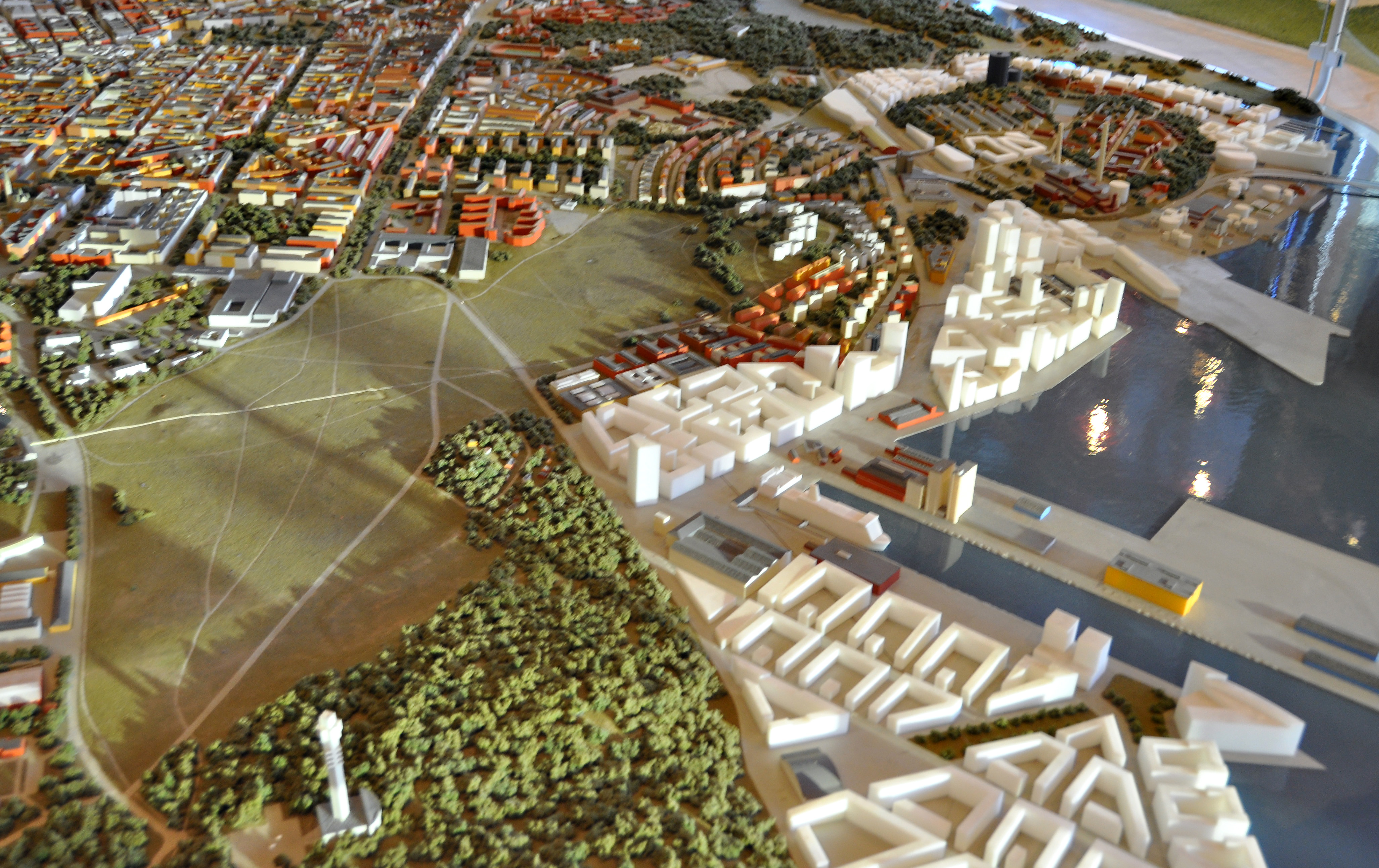
Modell för Norra Djurgårdsstaden.

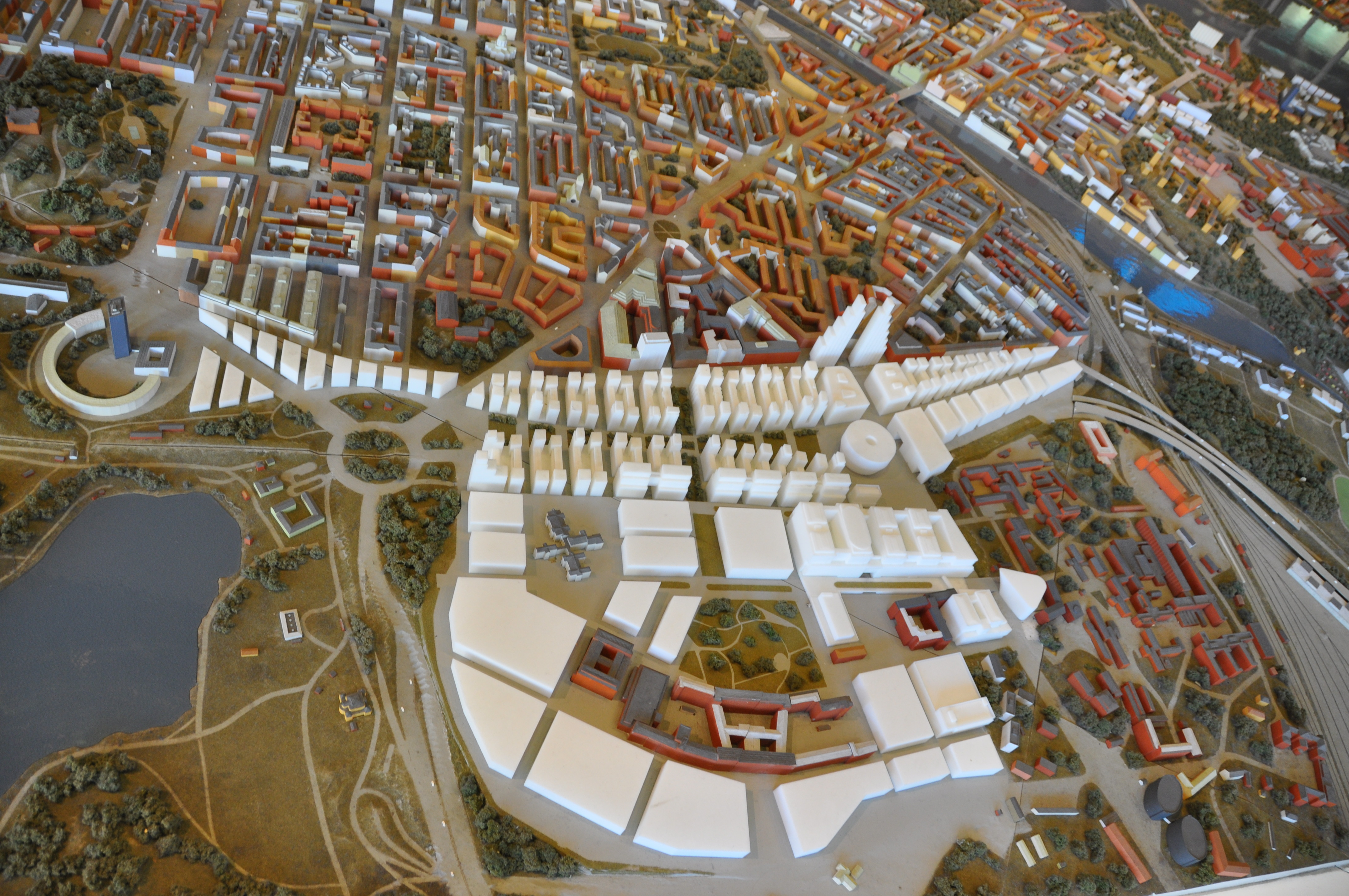
Modell för Hagastaden.

Efter år 2000 startades ett antal stadsutvecklingsprogram för att tillgodose den ökande befolkningens behov av bostäder. Enligt prognoserna i regionalplanen (RUFS 2001) kommer Stockholms stads befolkning att öka med 150 000 individer fram till år 2030, det motsvarar ett behov av 80 000 nya bostäder.
Översiktsplan 1999 pekar ut ett stort antal utvecklingsområden, där 60 000 nya bostäder skulle kunna skapas. Dessa utgörs huvudsakligen av gamla industri- och hamnområden som kan bli till attraktiva bostäder, som projekt Liljeholmskajen och Lindhagen med sjönära bostäder vid Årstaviken respektive Hornsbergs strand och projekt Norra Djurgårdsstaden i stadsdelen Hjorthagen, Hagastaden (tidigare namn var Norra stationsområdet) på gränsen mellan Stockholm och Solna samt Västra city, utvidgning av citykärnan genom överdäckning av järnvägsspåren från Riddarfjärden och upp mot Barnhusbron. Ytterligare 20 000 nya bostäder skall kunna skapas genom förtätning inom redan befintliga bostadsområden.
Frihamnen och Loudden ingår i det nya stadsutvecklingsprojekt som sträcker sig från Hjorthagen i norr till Loudden i söder. Till år 2025 planeras totalt cirka 5 000 bostäder vid Loudden och närmare Frihamnen planeras lokaler för kontor och service. Projektet Frihamnen-Loudden möjliggörs genom att man beslutat att flytta Stockholms oljehantering vid Loudden, inbegripet oljedepån vid Bergs oljehamn och även containerhanteringen i Frihamnen till senast 2011, där Stockholm Norvik Hamn i Nynäshamn kommer att överta containertrafiken från Stockholm (beräknad inflyttningsdatum är 2021).
Den planerade bebyggelsen i Frihamnsområdet karaktäriseras av närheten till hamnen. Hushöjder på sex till sju våningar skulle möjliggöra omkring 10 000 nya arbetsplatser i området. Projektet medför att sjöfartstrafiken med miljöfarlig last begränsas i Stockholms skärgård och även att den tunga lastbilstrafiken minskas i Stockholms innerstad och i anslutning till bostadsområdena i Nacka strand och Jarlaberg.
En ny översiktsplan kallad ”Promenadstaden” antogs av kommunfullmäktige den 15 mars 2010 och vann laga kraft den 10 april 2012. Den är vägledande för mark- och vattenanvändningen i Stockholm och utgör även ett dokument för staden då den pekar ut fyra stadsutvecklingsstrategier för en hållbar tillväxt i strävan att nå stadens långsiktiga mål i ”Vision 2030, en stad i världsklass”. Enligt Stockholms stadsbyggnads- och idrottsborgarråd, Regina Kevius, innebär den nya översiktsplanen att Stockholm kommer att skapa fler stadsmiljöer. Det handlar om att låta innerstaden växa långt utanför tullarna. Vision 2030 är dock redan överspelad och ersattes i januari 2017 av Vision 2040 - Ett Stockholm för alla.

### Planprocessen i Stockholm idag
De tre stora regleringar som förändrade Stockholms stadsbild hade alla bestämts av makthavare över huvudet på allmänheten. Som en följd av bland annat de omfattande protesterna mot Norrmalmsregleringen har införts en rätt att påverka en planändring även för vanliga medborgare.
Planprocessen, det vill säga hur en ny detaljplan skall tas fram, regleras numera i plan- och bygglagen (PBL). Syftet är att pröva om ett nytt förslag till markanvändning är lämpligt. I processen skall allmänna och enskilda intressen vägas mot varandra, där samråd är en viktig del. I Stockholms stad tar processen för ett normalt planförfarande cirka 18 månader och för ett enkelt planförfarande cirka 6 månader. Överklagas förslaget kan dock planprocessen dra ut på tiden, i vissa fall till flera år.
I Stockholm står Stockholms stadsbyggnadskontor i Tekniska Nämndhuset vid Fleminggatan 4 för detta planarbete. På deras webbsida kan numera varje medborgare ta del av gällande stadsplaner/detaljplaner och pågående planarbeten.

## Finansieringen av stadsregleringarna
Ingen av de tre stora regleringarna av Stockholms stadsplan har genomförts helt, oftast för att omdaningen ställde sig för dyr. Utbyggnaden av staden enligt Flemings rutnät hade bland annat kunnat finansierats med inkomster från en lönsam krigföring under stormaktstidens första period och att Stockholm fick nya stadsprivilegier 1636, som innebar att tullintäkterna och tomtören (en sorts tomträttsavgäld) flöt in i Stockholms stadskassa. Det var betydande inkomster. I och med att krigslyckan vände och med Karl XI:s reduktion stagnerade utbyggnaden efter 1670.
Albert Lindhagens omdaning av staden kunde bekostas med industrialismens inkomster, men efter "Gründer"-epokens byggboom infann sig en lågkonjunktur i slutet av 1880-talet och Lindhagenplanen fullföljdes aldrig helt.
1900-talets reglering av Stockholm, Norrmalmsregleringen, kunde genomföras genom att man upplät Stockholms city till näringslivets kommersiella verksamhet med tomter för kontor, affärshus, bankpalats och varuhus samt ett högt exploateringstal (utnyttjandegrad), bostadsbyggandet i city fick stå tillbaka. Norrmalmsregleringen genomfördes inte heller helt, inte bara beroende på allmänhetens protester utan också beroende på alltmer ansträngda finanser i den första lågkonjunkturen efter andra världskriget 1967 och i den första oljekrisens spår 1973.